# 史上最強の弟子ケンイチ 技の一覧
史上最強の弟子ケンイチ 技の一覧（しじょうさいきょうのでしケンイチ わざのいちらん）は漫画『史上最強の弟子ケンイチ』に登場する技名とその内容の一覧である。実在する技も多々あるが、少年漫画風にアレンジが加わっている。

## 空手、古流空手など
息吹（いぶき）
吸った息を丹田深くまで巡らし吐き出すことで呼吸を整える。（使用者：白浜兼一）
渦廻斬輪蹴（うずまわしざんりんげり）
足を渦のように回転させて無数の蹴りを繰り出す。鉄骨を容易く破断するほどの威力を持つ。（使用者：本郷晶）
裏拳（うらけん）
拳頭の背部、もしくは手の甲側全体で攻撃する。（使用者：朝宮龍斗）
ガマク
古流空手の身体操法。脇腹の普段使わない箇所の筋肉を使い、体の重心のみを自在に操り、相手に間違った流れを読ませる。流水制空圏第一段階はこの技であっけなく破られた。（使用者：叶翔、逆鬼至緒）
鏡破組崩し（きょうはくみくずし）
相手の攻撃に合わせて腕に組み付き、その部位に作用・反作用の法則による衝撃を放つ。（使用者：本郷晶）
空中三角飛び（くうちゅうさんかくとび）
宙を蹴って恣意的に攻撃の軌道を転換する。（使用者：逆鬼至緒、鈴木はじめ）
熊手連破（くまでれんぱ）
指の第一関節を折り曲げる熊手での連続攻撃。（使用者：本郷晶）
拳眼鉄砲打ち（けんがんてっぽううち）
片手で腕を支えながら狙い打つようにして人差し指と親指の付け根部分で打つ。（使用者：逆鬼至緒）
拳槌打ち（けんついうち）
充分に勢いをつけた拳を上方から叩きつける技。（使用者：白浜兼一）
三角飛び猿臂打（さんかくとびえんぴうち）
飛び上がって壁などを足場にして相手の頭上から肘打ちをする。（使用者：逆鬼至緒）
三戦立ち（さんちんだち）
チンクチをかけて打撃に耐える空手の型。チンクチとは筋肉、関節を締めて堅くする剛体法のこと。足を内股にすることでバランスを取る。（使用者：白浜兼一）
白刃折り三日月蹴り（しらはおりみかづきげり）
　白刃取りした状態から手をずらして刀身をへし折ると同時に前蹴りと廻し蹴りの中間の軌道を描く蹴りを放つ。（使用者：逆鬼至緒）
白刃流し（しらはながし）
腕一本で防御と攻撃を一度に行う古式空手の真髄の技の一つ。刃の側面に捻りきった拳を入れると同時に一気に捻り上げ、筋肉のパンプと螺旋の力で最小にして最速の払いと突きを瞬時に行う。（使用者：白浜兼一、逆鬼至緒）
十字受け（じゅうじうけ）
両手を交差する構えで全ての力を受けに集中する。強力な攻撃も防ぐことが可能となる。（使用者：白浜兼一）
手刀受け（しゅとううけ）
手刀で相手の攻撃を捌く受け。（使用者：白浜兼一）
手刀背刀打ち（しゅとうはいとううち）
猫手に曲げた手刀とその手刀の裏側での二連打。（使用者：逆鬼至緒）
手刀横顔面打ち（しゅとうよこがんめんうち）
標的の側頭部に手刀を叩きつける技。（使用者：白浜兼一）
上段回し蹴り（じょうだんまわしげり）
足を横から回して相手の頭部を蹴る技。（使用者：逆鬼至緒、本郷晶）
人越拳 陰陽極破貫手（じんえつけん いんようきょくはぬきて）
実の貫手と虚の貫手を同時に繰り出す。全身全霊を込めた実の貫手は絶大な威力を誇り、まやかしである虚の貫手の威力は低い。技撃軌道を占拠することで、回避する方法は虚の貫手を抑え込み、実の貫手から身をかわすことのみとなり、相手はどちらが虚の貫手であるかを見極める二択勝負をすることになる。（使用者：本郷晶）
人越拳 霞獄（じんえつけん かすみごく）
強固な壁を広範囲に及んで破壊する貫手の連打を放つ。（使用者：本郷晶）
人越拳 ねじり貫手（じんえつけん ねじりぬきて）
強い回転を加えた貫手。人体を突き破るほどの貫徹力を誇る。（使用者：本郷晶、叶翔）
人越拳 脚破ねじり貫手（じんえつけん きゃくはねじりぬきて）
陰陽極破貫手が防がれた場合に使用する。自らの虚の貫手の肘部分を膝で押し込んで加速させ、さらに強い回転を加える事で防御を貫通する。（使用者：本郷晶）
人越拳 飛燕ねじり貫手（じんえつけん ひえんねじりぬきて）
低い姿勢から飛びかかるようにして放つねじり貫手。（使用者：本郷晶）
真地正貫突き（しんちせいかんづき）
烈風の如き空中三角飛びから突貫する逆突きの正拳。本郷の横顔に傷痕を刻んだ技。（使用者：逆鬼至緒）
真地念源流 跳梁観空蹂躙（しんちねんげんりゅう ちょうりょうかんくうじゅうりん）
本郷晶の奥義。観空の型の派生版。宙高く跳び上がり、空中で対象に連打を放つ。対空迎撃に優れる。（使用者：本郷晶）
真地念源流 跳梁観空陰陽極破蹂躙（しんちねんげんりゅう ちょうりょうかんくういんようきょくはじゅうりん）
跳梁観空蹂躙を虚実技に昇華させたもの。実の跳梁観空蹂躙と虚の跳梁観空蹂躙を繰り出す。敵の前方後方を占領し、退路を断つことによって敵はどちらを受けるかの二択勝負をすることになる。（使用者：本郷晶）
正拳突き（せいけんづき）
手の甲を上向きにした拳を脇の下まで引き、その位置から拳に180度の回転を加えながら対象を突く。その場で正拳突きを繰り出す事で筋肉の爆発により組み技を弾くこともできる。（使用者：白浜兼一、逆鬼至緒、本郷晶、叶翔）
足刀（そくとう）
足の小指側の側面で攻撃する。（使用者：逆鬼至緒）
脱気崩がわし（だっきくずしがわし）
身体から気を抜く独特の脱力によって相手に悟られずに攻撃を回避する。（使用者：本郷晶）
断空手刀斬り（だんくうしゅとうぎり）
空中で体を旋回させながら周囲を切り裂く上向きの手刀打ち。逆鬼の頬から鼻筋に掛けて傷跡を刻んだ技。（使用者：本郷晶）
鉄鬼百段（てっきひゃくだん）
空手の様々な技を繰り出して全方位の敵を一掃する。（使用者：逆鬼至緒）
天地上下の構え（てんちじょうげのかまえ）
片手を天に、もう片手を地に向ける威圧の構え。本郷が主体とする構えである。（使用者：逆鬼至緒、本郷晶）
動槌砂塵突き（どうついさじんづき）
腕を振り絞って突きを放つ。（使用者：逆鬼至緒）
胴回十字蹴り（どうまわしじゅうじげり）
倒れ込むように回転し、自重に遠心力を加えた踵落としと後ろ回し気味の横蹴りを放つ。（使用者：逆鬼至緒）
内臓上げ（ないぞうあげ）
特殊な呼吸法で重要な内蔵器官を肋骨の中へ押し上げる秘伝の技。（使用者：逆鬼至緒、本郷晶、白浜兼一）
鉄騎（ナイファンチ）
空手の型。鉄騎とはナイファンチの当て字の一つ。（使用者：逆鬼至緒）
刃金斬り（はがねぎり）
手刀によって刀身を叩き斬る。（使用者：逆鬼至緒）
バックマシンガンアタック
敵を背にした状態から裏拳を数発顔面に打ち込む技。（使用者：水沼）
飛翔猿臂落とし（ひしょうえんぴおとし）
空中三角飛びを利用して頭上から両肘落としを放つ。（使用者：鈴木はじめ）
不動砂塵爆（ふどうさじんばく）
禁じ手と謳われた逆鬼の必殺技。標的を一切揺らさず内部のみを崩壊させる突き。（使用者：逆鬼至緒）
平安百段（へいあんひゃくだん）
空手の型。詳細はピンアンを参照。（使用者：逆鬼至緒）
前蹴り（まえげり）
前方に真っ直ぐ放つ蹴り。ただの基本技だが、達人級のそれは建造物の外壁を吹き飛ばすほどの威力を持つ。（使用者：本郷晶）
前羽の構え（まえばのかまえ）
肘をやや曲げて腕を前に出す防御の構え。腕を交差させて敵の攻撃を逸らす十字受けや、腕の円運動で敵の攻撃をいなす回し受けなど受けの技に繋げやすい。逆鬼が主体とする構えである。（使用者：白浜兼一、逆鬼至緒、本郷晶）
回し受け（まわしうけ）
体の前で腕を回転させて攻撃を受け流す。（使用者：白浜兼一、逆鬼至緒）
塵旋回し受け（じんぜんまわしうけ）
相手の攻撃ごと回し受けることで対象を回転させる。（使用者：逆鬼至緒）
総回し受け（そうまわしうけ）
従来の回し受けの範囲をさらに拡大して、頭上や背面にまで受け手を行き渡らせる。（使用者：本郷晶）
無双構（むそうがまえ）
右手を下ろし、左手を上段受けの型にする構え。一見隙が大きいように見えるが、相手の攻撃を防ぎ、瞬時に必殺の一撃に転じられる構えでもある。（使用者：逆鬼至緒）
無天拳独流 陣掃慈恩烈波（むてんけんどくりゅう じんそうじおんれっぱ）
慈恩の型の派生版。両腕を巧みに駆動させ、周囲の敵を一掃する。（使用者：逆鬼至緒）
夫婦手（めおとで）
両手をつかず離れず同時に動かす手法。前の手は攻撃もすれば防御もする。敵の手を受け流し、突き入れ、さらに後の手も攻撃もすれば防御もする。つまり万が一の保険であり、敵にとっては思わぬ伏兵となる。風林寺隼人はその超人的な身体能力により「片手夫婦手」として片手で放つことができる。（使用者：白浜兼一、逆鬼至緒、風林寺隼人）
滅掌雷轟貫手（めっしょうらいごうぬきて）
両腕で数多の残像を発生させるほどの貫手のラッシュを放つ。（使用者：本郷晶）
猛羅総拳突き（もうらそうけんづき）
正拳、貫手、鶴頭、平拳、掌底、手刀、一本拳、虎口などあらゆる拳で凄まじい連撃を放つ。（使用者：逆鬼至緒）
諸手猿臂飛び膝蹴り（もろてえんぴとびひざげり）
相手の頭部を両肘で押さえ込み、その状態から飛び膝蹴りを放つ。（使用者：逆鬼至緒）
諸手正拳挟み蹴り（もろてせいけんはさみげり）
両拳での挟撃と前蹴りを同時に放つ。（使用者：逆鬼至緒）
諸手鉄槌打ち（もろててっついうち）
相手の脇腹を両手の握り拳の小指側の面で挟み込むように打つ。（使用者：本郷晶）
山突き（やまづき）
上段と中段に同時攻撃を行う突き。スポーツ空手では使われなくなった技の一つで、余程の訓練を積んでいないと両方の突きをかわす事は難しい。（使用者：逆鬼至緒、白浜兼一、朝宮龍斗）
腕刀（わんとう）
上腕の部分全体で打撃を与える。（使用者：逆鬼至緒）

## 柔術、柔道、合気道など
嵐車（あらしぐるま）
相手の肩と股間を掴み上げ、頭から投げ落とすときに自分の身体を相手に預けることで働いた遠心力による体当たりと投げを同時に行なう技。名称を付けたのは千影であり、櫛灘流柔術を基にしたためかほとんど力を使わずに投げることが出来る。（使用者：宇喜田幸造）
居捕り（いどり）
座った状態からの攻撃に対して編み出された護身術。低姿勢からの攻撃を無効化し、相手を取り押さえる。（使用者：白浜兼一）
一本背負い（いっぽんぜおい）
相手の片腕を肩に背負って投げる。（使用者：白浜兼一）
後ろ受け身（うしろうけみ）
頭から落ちてもダメージを減らす受け身。（使用者：白浜兼一）
腕ひしぎ捻り落とし（うでひしぎねじりおとし）
体の小さい直樹が繰り出した技。相手の腕を取ると同時に足を首に掛け、頭から地面に叩き落す。（使用者：山本直樹）
大腰（おおごし）
脇の下から腕を腰にまわして深く入れ、腰を上げて持ち上げるようにして投げる技。（使用者：白浜兼一）
肩車（かたぐるま）
相手の肩と股間を掴み上げて自分の肩まで乗せ、勢いをそのままに頭から地面に落とす柔道の投げ技。（使用者：宇喜田幸造）
逆エビ背負い投げ（ぎゃくエビせおいなげ）
敵に対して背と背を向けた状態から腕を取って投げる技。投げと極めが同時に為されるので、関節が外れてもおかしくない。（使用者：宇喜田幸造）
空中巴投げ（くうちゅうともえなげ）
巴投げの際、軸足を攻撃されないよう両足で相手を弾き飛ばす投げ。兼一の強力な足腰の力があるからこそ為せる技である。（使用者：白浜兼一）
櫛灘流 地中投げ（くしなだりゅう ちちゅうなげ）
手で押さえながら地面に向かって投げ倒す。投げられた相手は地中深くに体ごと減り込む。（使用者：櫛灘美雲）
櫛灘流 千年投げ（くしなだりゅう せんねんなげ）
櫛灘美雲の全力の気を以て使用する技。気によって巨大な幻像を顕現させ、幾千の闘気の腕を地面から出現させる。その闘気の腕は物理的に具現化しており、触れた対象を投げつける。（使用者：櫛灘美雲）
朽木倒し（くちきだおし）
足を掬い上げて転倒させる柔道の投げ技。（使用者：白浜兼一）
車投げ（くるまなげ）
走行中の車の車体を掴んで投げ倒す驚異的な技。使用する際に足指でマンホールの蓋の穴を掴む。
小手返し（こてがえし）
相手の手を捕らえ、逆に手首の関節を捻って倒す精密な技。（使用者：白浜兼一）
四方投げ（しほうなげ）
自分の指を相手の掌に引っ掛け、捻りながらやや持ち上げることでバランスを崩し、梃子の原理で投げる合気道の技。作中で使われた技は「両手四方投げ」に分類される。（使用者：白浜兼一）
撞木捕り（しゅもくどり）
相手の肩を担ぎながらヘルメットの顎紐を掴み、体を回転させて自分ごと地面に投げつける技。（使用者：白浜兼一）
背負い投げ（せおいなげ）
相手の袖と襟を掴み、自分の腰を相手の腰の下に入れて浮かせた後、袖を引っ張り肩越しから投げる技。（使用者：白浜兼一）
外入り身投げ（そといりみなげ）
相手の背後から相手の後襟を引いて崩した上で逆の腕で相手の首を後方へと押し倒す技。（使用者：白浜兼一）
捕手術（とりてじゅつ）
素手で敵を殺さずに捕り押さえる技術。秋雨とルグは筋肉の筋を指で制する技術を披露した。（使用者：岬越寺秋雨、ルグ）
ねじり落とし返し（ねじりおとしがえし）
兼一が山本直樹の使う「腕ひしぎ捻り落とし」に対抗すべく編み出した技。投げ倒される直前に片手で受け身を取って体制を立て直し、腕にしがみついている相手ごと地面に叩きつける。（使用者：白浜兼一）
前回り受け身（まえまわりうけみ）
前転しながら受け身を取り、落下時のダメージを減らす。（使用者：白浜兼一）
横受け身（よこうけみ）
横向きの受け身。（使用者：白浜兼一）

## 中国拳法など
烏牛擺頭（うぎゅうはいとう）
心意六合拳の技。相手の蹴りを避けながら足を取り、膝の関節を破壊しながら胸部に頭突きを入れる技。実戦ならこのまま足を折ったり金的攻撃を加えることもできる。（使用者：白浜兼一、馬剣星）
烏龍盤打（うりゅうばんだ）
劈掛拳の技。体ごと回転させて手に気血を送り硬質化させ、そのまま手刀、もしくは掌打で叩き潰す技。（使用者：谷本夏、趙円臣）
化勁（かけい）
太極拳の優れた身法。腕をコロの原理で回転させ、相手の攻撃力を吸化、あるいはベクトルをコントロールし攻撃の軌道を変化させ無効化する技。（使用者：馬剣星、郭誠天）
韓湘子（かんしょうし）
酔八仙拳の技の1つ。突きの後にそのまま裏拳を放つ二段攻撃。（使用者：李雷薙）
漢鐘離（かんしょうり）
酔八仙拳の技の1つ。空中で反転しながら後頭部に肘打ちを放つ。（使用者：李雷薙）
起勢（きせい）
太極拳の準備運動のこと。作中で使用された起勢には相手の両腕と気を強制的に上部に上げさせる効力があった。（使用者：郭誠天）
兇叉（きょうさ）
馬槍月の絶招（奥義）。貫通力の高い勁力（浸透勁）3発を一気に両脇腹と腹部に打ち込む技。ガンマナイフの原理により、一撃一撃では効かない浸透勁のラインを体内の一点に重ねることで集中点の破壊力を増大させる。（使用者：谷本夏）
剛兇叉（ごうきょうさ）
「兇叉」の強化版。とどめは全身の力を片腕に集約させて掌打を放つ。（使用者：谷本夏）
擒拿術（きんなじゅつ）
中国武術における関節技。（使用者：馬連華）
空手奪刀（くうしゅだっとう）
剣士から刀を奪うための技術。（使用者：馬剣星）
迎面一腿加戳掌（げいめんいったいかたくしょう）
地を蹴って勢いをつけながら顔面に掌打を放つ。（使用者：谷本夏）
迎門鉄臂（げいもんてっぴ）
心意六合拳の一手。突き上げと膝蹴りを同時に行う技。（使用者：白浜兼一）
撃襠捶（げきとうすい）
突き手を逆の手で支えながら打ち下ろす技。（使用者：白浜兼一）
撃統頂肘（げきとうちょうちゅう）
攻撃をかわし、脇腹に上手く潜り込みながら廻し肘打ちを放つ。（使用者：谷本夏）
靠撃（こうげき）
肩や背面部で突進する技。おもに大勢の敵を押し払うときや鍵の掛かった扉をこじ開けるときなどに使われる。（使用者：白浜兼一）
後掃腿撃地捶（こうそうたいげきちすい）
足払いで相手を転倒させた後、さらに追撃の下突きを放つ。（使用者：白浜兼一）
扣歩・擺歩（こうほ・はいほ）
攻撃を躱すための八卦掌の歩法の1つ。上体をギリギリまで残し、一気に側面に滑り込むことで相手の視界からは消えたかのように見える。これを応用すると足を引っ掛け、上体を押すだけで相手を転ばせることもできる。（使用者：白浜兼一、帳射林）
虎撲烈波（こぼくれっぱ）
両掌を突き出して発勁を放つ。（使用者：馬蓮華）
金剛搗碓（こんごうとうたい）
太極拳の一手。膝の上に乗せた頭を裏拳で打ち砕く。（使用者：郭誠天）
空中崩拳（コンツォンポンケン）
両腕を押し合った要領でタメをつくり、打ち手と違う腕を瞬時に引っこ抜くことで空中でも威力を得た崩拳。（使用者：馬剣星）
梱歩（こんぽ）
敵の脚に自分の脚を添えることで外への足捌きを封じる歩法。（使用者：趙円臣）
滾雷龍掌（こんらいりゅうしょう）
絡め取るように打ち出す打撃。響の円運動対策に使用。（使用者：谷本夏）
三頭竜六合陣（さんとうりゅうろくごうじん）
三位一体の合わせ技で、太極拳の螺旋、八卦掌の円、形意拳の直線の動きを自由に組み替えることで変幻自在の攻撃力を発揮する連係攻撃。ある程度優れた武術家なら、例えば「螺旋の動き」を見れば「螺旋の動きに対する防御」を反射的に対処出来るが、この陣は螺旋の動きを見せた後に円の動き、直線の動きで実際の攻撃を行う事によって相手の反射的防御を逆手に取る技なのである。言い換えれば一人がわざと誇張した動きで攻撃してこれをフェイントとし、その隙を突いて残りの二人が仕留める（あるいは二人がフェイント、一人が仕留める）。無論どの動きをフェイントに、どの動きを本命にするかは自由自在である。（使用者：郭誠天、帳射林、楊鉄魁）
七星蟷螂斬腰（しちせいとうろうざんよう）
足を掛けながら腕を取り、更に脇腹に手刀を当てることで転倒させる技。（使用者：劉玄孫）
十字手（じゅうじしゅ）
太極拳の一手。両手を交差させ手刀の先で相手の鼻を削ぎ落とす技。（使用者：郭誠天）
真旋風残雲蹬脚（しんせんぷうざんうんとうきゃく）
高速回転しながら蹴りを連続で放ち、周囲の敵を一掃する技。（使用者：馬剣星）
浸透勁（しんとうけい）
手の側面を相手の体に密着させ、強く踏み込むと同時に掌を押し出して勁を与える技。朝宮龍斗が習得している武術では別の名称であるらしい。（使用者：朝宮龍斗、谷本夏）
浸透水鏡掌（しんとうすいきょうしょう）
剣星の必殺技。内面と内部を同時に破壊する掌打。その威力は温泉のお湯全てを弾き飛ばした。（使用者：馬剣星）
浸透水鏡双掌（しんとうすいきょうそうしょう）
浸透水鏡掌の両手版。（使用者：馬剣星）
推手（すいしゅ）
防御がそのまま攻撃に転じ、攻撃が防御に転じる攻防一体の技法。（使用者：白浜兼一、風林寺美羽）
酔盃手（すいはいしゅ）
酔八仙拳の一手。手首を曲げた鶴頭の部分で攻撃する。（使用者：李雷薙）
寸勁（すんけい）
至近距離からのわずかな動作で高い威力を出す発勁の技法。呼吸法や重心移動、打突力、意識のコントロールなどを用いて最小の動作で最大の威力を出す。（使用者：作中に多数存在）
擠身靠（せいしんこう）
八極拳の一手。相手の半身に回り込み、向こう側の脇腹を手で押さえて肩の内側で当たり、内部に打撃を与える技。（使用者：谷本夏、趙円臣）
青龍探爪（せいりゅうたんそう）
八卦掌の一手。擺歩から転身すると同時に足払いと手刀で対象を転倒させる。（使用者：帳射林）
穿弓腿（せんきゅうたい）
片手で身体を支えながら真上に蹴り上げる。（使用者：白浜兼一）
前掃腿（ぜんそうたい）
しゃがみこんで足払いを掛ける。（使用者：白浜兼一）
旋風飛来撃後脳（せんぷうひらいげきこうのう）
空中で回転しながら手刀で後頭部の首付近を攻撃する技。（使用者：谷本夏）
双掌打（そうしょうだ）
両手で放つ掌打。（使用者：白浜兼一）
双纒手（そうてんしゅ）
八極拳の一手。敵の防御をこじ開け、足から送り出された力を背中の筋肉で増幅させて放つ双掌打。（使用者：白浜兼一）
双風貫耳（そうふうかんじ）
太極拳の一手。相手の頭を挟むように頭側面に拳を打ち、鼓膜を空気圧で破ると同時に脳を固定して揺さぶる。（使用者：郭誠天）
退歩掌破（たいほしょうは）
一歩引いた脚と、前に突き出した反対の腕を一直線にすることによって、向かってくる相手を返り討ちにするカウンター技。馬剣星曰く、相手は「地面に固定された柱に自ら突っ込んだ」状態になるらしい。（使用者：白浜兼一）
托槍掌（たくそうしょう）
八卦掌における型の一つ。片方の手で顔を守り、もう片方の手を仰向けにして喉元へ突き出す。この型を左右逆にすることで、攻撃と防御を同時に為す。（使用者：白浜兼一、馬剣星）
単把（たんぱ）
心意六合拳の技。掌をもう一方の掌に重ね、標的を打ち抜く掌打。（使用者：白浜兼一、馬連華）
脱身化影（だっしんかえい）
八卦掌の妙技。逃げると見せかけて転身し、敵を打つ。（使用者：帳射林）
地躺連環掌拳脚法（ちしょうれんかんしょうけんきゃっぽう）
全範囲に掌打、突き、蹴りを繰り出しながら縦横に回転し触れるもの全てを破壊する自身の絶招（奥義）。（使用者：李天門）
張果老（ちょうかろう）
遠心力をつけた裏拳と、後ろ回し蹴りを同時に放つ技。（使用者：李雷薙）
聴勁（ちょうけい）
太極拳の一手。肌から伝わる微細な振動で相手の動きを先読みする技。レイチェルはこれに似た技を使いこなす。（使用者：レイチェル・スタンレイ、馬連華）
頂肘鬼哭烏龍盤打（ちょうちゅうきこくうりゅうばんだ）
肘打ちの2連打から、上方への掌打、烏龍盤打へと繋ぐ連続技。（使用者:谷本夏）
沈墜勁（ちんついけい）
下半身を用いて下方向に発勁する。（使用者：白浜兼一）
泥歩（でいほ）
腰を捻り、掌を円の中心に向けたまま、右回り左回りと円周上を滑るように歩く。（使用者：帳射林）
提腿栽捶（てきたいさいすい）
太極拳の一手。螺旋運動をしながら突きと前蹴りを同時に放つ。（使用者：郭誠天）
鉄山極波靠（てつざんきょくはこう）
背面部で体当たりする。一撃で大勢の敵を吹き飛ばす。（使用者：馬剣星）
鉄山疾歩靠（てつざんしっぽこう）
瞬時に間合いを詰め、背面部で体当たりする。（使用者：馬槍月）
貼山靠（てんざんこう）
八極拳の一手、別名「鉄山靠」とも呼ばれる。背面部で体当たりし内部の勁と外部の打撃を同時に与える。（使用者：趙円臣）
天王托塔（てんのうたくとう）
突き出した手と同じ方の足を踏み込むことによって、より強く体重を掛けて放つことのできる掌打。（使用者：馬槍月、馬剣星）
倒発鳥雷撃後脳（とうはつちょうらいげきこうのう）
敵の攻撃を裁きながら特殊な歩法で背後に回り、後頭部に手刀を放った直後、同じ箇所に二撃目の突きを放つ技。（使用者：谷本夏）
空側踹腿（トンコン・ツーチュアイトゥイ）
空中からの落下を利用した足刀蹴り。（使用者：李雷薙）
盤腿跌（バントゥイティエ）
まるでまともに地面に落ちたように見える受身。（使用者：李雷薙）
半歩崩拳（パンプポンケン）
前に踏み出しながら突く形意拳の中段突き。単純だが難度の高い技で、極めれば「半歩崩拳、遍く天下を打つ」と呼ばれたように絶紹となる。（使用者：馬剣星）
搬欄（はんらん）
太極拳の一手。頭を両手で上下から挟み、そのまま捻り倒し首を折る。（使用者：郭誠天）
八卦翅騰空掌（はっけしとうくうしょう）
両手を広げて振り回すようにして攻撃する。（使用者：馬連華）
八卦七十二暗腿（はっけななじゅうにあんたい）
八卦掌秘伝の足技。多彩な連続の足技を放つ。（使用者：帳射林）
左掌打（ひだりしょうだ）
左の掌で勁力を送り込むようにして打つ。一見すれば掌で攻撃するだけだが、剣星のそれは伸筋や重心移動の力により絶大な威力を誇る。（使用者：馬剣星）
斧刃脚（ふじんきゃく）
八極拳の一手。脛に蹴りを打ち込む。（使用者：谷本夏）
翻子八閃打（ほんしはっせんだ）
爆発の衝撃と見間違う程の凄まじい威力を誇る拳の猛打。「八閃」とは古来の翻子拳の呼び名。（使用者：慧烈民）
野馬闖槽（のまちんそう）
飛び込みながら中段の頭突きを繰り出す。（使用者：馬連華）
熊歩（ゆうほ）
足で地面をつかむような感じで歩き、前方への力に転換する（使用者：白浜兼一）
鷂子栽肩（ようしさいけん）
顎打ちと膝蹴りを同時に放つ技。（使用者：馬連華）
鷹抓把（ようそうは）
頭突き、肩、膝を同時に放つ突撃技。（使用者：馬連華）
雷声（らいせい）
太極拳の極意。特殊な呼吸法で横隔膜を振動させ、驚異的な速さで拳を繰り出す技。拳銃に例えるなら、横隔膜が撃鉄で拳が弾丸のようなものである。（使用者：郭誠天）
藍采和（らんさいわ）
酔八仙拳の技の1つ。相手の足を抱え、立ち上がる勢いを利用して転ばせる技。柔道の諸手刈りと似た技。（使用者：李雷薙）

## ムエタイ、古式ムエタイ
アパンチ
ムエタイのパンチの要訣を極限まで練り上げ、究極まで追求したアパチャイのパンチ。少年時代にアパチャイがアーガードに教えてもらったパンチを練磨させ続けたものである。最早ムエタイの技の範疇になく、兼一が使用した「アパンチ」にすら、アーガードをして「何か」としか表現できなかった。相手を殴り飛ばすということをコンセプトにしたためかアッパー気味のパンチであり、最強の威力を持つと同時に絶対なる基本技でもある。その威力にして殺傷能力は皆無という活人拳の極みの一つ。（使用者：白浜兼一、アパチャイ・ホパチャイ）
カウ・ロイ
ムエタイの飛び膝蹴り。首を押さえ込む首相撲状態からの膝蹴りや、わざと相手の顔を狙った突きをかわさせ、避けた隙を狙い、取りに行く場合もある。（使用者:白浜兼一、アパチャイ・ホパチャイ）
ガーンラバー・ラームマスーン・クワン・カン（爆ぜる斧を撃ち振る雷神）
高く飛び上がって空中に浮いた状態で頭部に肘を振り下ろす。（使用者：アーガード・ジャム・サイ）
首相撲（くびずもう、プラム）
本来は両腕で首を抑え込むことで、動きを封じ肘や膝からの攻撃に繋ぐ技術であるが、達人級となればそれだけで首を破壊することもできる攻撃となる。（使用者：白浜兼一、アパチャイ・ホパチャイ、アーガード・ジャム・サイ）
死んだほうが少しましかもパンチ
文字通りこれを喰らった大抵の者は動けなくなるほど強烈なパンチ。（使用者：アパチャイ・ホパチャイ）
サイ・リウ・ラン
後ろを向きながら回転肘打ちをする。（使用者：ティーラウィット・コーキン）
ソーク・クラブ
ムエタイの回転肘打ち。（使用者：白浜兼一、アパチャイ・ホパチャイ）
タビエン・ファン・トー（さかのぼる白鯉）
相手の側面に回り込み、膝蹴りと肘打ちを同時に繰り出して身体ごと体当たりする。（使用者：ティーラウィット・コーキン）
タン・ガード・ムエイ
ムエタイの型の一つ。肩をすくめることによって首をガードする構え。（使用者：白浜兼一、アパチャイ・ホパチャイ）
チャーイシュート
人を片足に乗せて蹴りを利用しそのまま遥か彼方へと飛ばす。これにより外からの進入を防ぐためにある高壁を越え、中に進入することが可能だが、相当な使い手でないと蹴られたときや落ちたときにただではすまない。作中では剣星と弾祁が担当した。（使用者：アパチャイ・ホパチャイ）
チャイキック
ムエタイの基本的なキックの要訣を極限まで練り上げ、究極まで追求したアパチャイの必殺のキック。「アパンチ」と同じくアーガードに教えられた蹴りを練磨させ続けたもの。実験台にされた地蔵は遥か上空に蹴り上げられた後、粉々に砕け散った。（使用者：白浜兼一、アパチャイ・ホパチャイ）
ティー・カウ、ティーカオ
組んだ状態での膝蹴り。（使用者：白浜兼一）
ティー・カウ・コーン
ムエタイの回し膝蹴り。相手の首を両手で押さえ込み、そのまま頭部に回し膝蹴りをする。（使用者：白浜兼一）
ティー・カウ・トロン
まっすぐの膝蹴りを放つ。（使用者：白浜兼一）
ティー・ソーク
ムエタイの肘打ち。（使用者：白浜兼一）
ティー・ソーク・トロン
標的の胸部を水平に打ち抜く肘打ち。（使用者：白浜兼一、アパチャイ・ホパチャイ）
ティー・ソーク・ボーン
標的の頭部に向けて打ち下ろす肘打ち。（使用者：白浜兼一）
ティー・ソーク・ラーン
標的の顎へと打ち上げる肘打ち。（使用者：白浜兼一）
テッ
ムエタイの回し蹴り。（使用者：アパチャイ・ホパチャイ）
テッ・ラーン
ムエタイのローキック。（使用者:白浜兼一、アパチャイ・ホパチャイ）
トイ
ムエタイのパンチ。（使用者：白浜兼一、アパチャイ・ホパチャイ）
ナロック・ギンナリー・レン・ナム（地獄で遊ぶ天女）
サイドチョークの状態から変則的な連続の踵蹴りによって頭部を蹴り上げる。（使用者：アパチャイ・ホパチャイ）
バー・クワン・サバッド・ナー（狂気の牙を打ち振る舞い）
相手に突撃するように振りかぶって肘落としをする。（使用者：アパチャイ・ホパチャイ）
ハック・コー・エラワン（白神象の首折り）
相手の片足を踏み台にして、もう一方の片足で膝蹴りをすると同時に、両肘を後頭部へ叩き落す。（使用者：ティーラウィット・コーキン）
ハヌマン・タワイ・ワン（指輪を捧ぐ猿神）
両拳で顎を突き上げるアッパーを放つ。（使用者：アーガード・ジャム・サイ）
ヒラン・ムアン・パンディン（地を転がる金塊）
相手の蹴り足を取った後、流れるように側面に回り込みながら首を狙って肘打ちをする。コーキン曰く「首の骨がへし折れる威力」だが、兼一は苦痛の表情を浮かべながらも持ち堪えた。（使用者：ティーラウィット・コーキン）
プラ・メー・トラニン・メイルストローム（大地の女神の渦）
縦に回転しながら膝蹴りや肘打ちで攻撃する。（使用者：アーガード・ジャム・サイ）
ほとんど死んじゃうパンチ
完全防備の立華相手に大きなダメージを与える連続のパンチ。（使用者：アパチャイ・ホパチャイ）
ボーリスッド・ルークマイ（絶対なる秘技）
アパチャイ、アーガード、ソムバットの古式ムエタイ流派に存在するルークマイ（隠し技）のさらに奥にある複数の秘技。絶大なる力で周囲の物を全て破壊し尽くすほどの威力を誇る。作中で披露された技には、アパチャイはアーガードを戦闘不能にした首付近への縦肘打ちと膝と拳のコンビネーション「地獄のダンス」、アーガードはアパチャイの肉体を貫く突き技などがある。（使用者：アパチャイ・ホパチャイ、アーガード・ジャム・サイ）
ホパチャ・テンカオ
複数の人間を同時に吹き飛ばす強力な膝蹴り。（使用者：アパチャイ・ホパチャイ）
マ・トロン
トイ（パンチ）の連打。（使用者：アパチャイ・ホパチャイ）
ヤン・エラワン（白神象の領域）
体を横に倒すことで強力な回転をしながら相手の胸に膝蹴りを放つ。これを喰らった兼一は一時死亡した。（使用者：ティーラウィット・コーキン）
ソンブーン・ヤン・エラワン（完璧なる白神象の領域）
後方宙返りをしながら膝蹴りを放つ。（使用者：アーガード・ジャム・サイ）
よい子には見せらんないパンチ
アパチャイの猛打。その威力は突きの達人である慧烈民の猛打を正面から捻じ伏せたうえで、そのまま地面に叩き伏せ、さらには地に平伏す相手の身体を殴ったことによる反動で強制的に跳ね上げさせ、仕上げに相手の五体を満遍なく殴りつける。付加効果として悪い子に見せるとその子が改心するらしい。（使用者：アパチャイ・ホパチャイ）
ルーシー・ハーン（仙者飛撃）
飛び上がり、片手で相手の攻撃の抑えに加えてそれを支えとして利用し、もう片手で突きを入れる。（使用者：ティーラウィット・コーキン）
クリョー・ルーシー・ハーン（螺旋仙者飛撃）
飛び上がり、回転させた片手で相手の攻撃の抑えに加えてそれを支えとして利用し、もう片方の突き手を錐揉み回転させ突っ込んでいく捨て身技。（使用者：アーガード・ジャム・サイ）
ワイクルー・ラーム・ムエ
神と師に捧げる舞踊。野外で戦う場合は地面のコンディションを確かめて戦法を変え、円を描いて踊ることで結界を張り、己の潜在能力を極限まで引き出す効果がある。型によって流派を確認し同門であれば戦いを中止とするがアパチャイとアーガードはそのまま続行とした。（使用者：アパチャイ・ホパチャイ、アーガード・ジャム・サイ）

## ボクシング、裏ボクシング
ウルトラボロパンチ
腕を数回廻し、遠心力を得て放つアッパー。決まれば顎くらいは簡単に砕ける。何度も回すので「ウルトラ」なのだという。（使用者：武田一基）
エクサトンパンチ
大きく振りかぶった状態から全パワーを乗せて放たれるパンチ。（使用者：武田一基）
オートゥリズム
ノーモーションから放つ最大威力の突き。全身運動を用いた無拍子とは性質が異なり、上半身（特に背筋）をうまく利用した技であり、無拍子より威力は劣るが発動前のタメと発動後の隙が少なく無拍子と違って連射ができる。（使用者：武田一基）
オールレンジパンチ
巧みなフットワークを利用して、様々な角度に回り込み高速でパンチを放つ。（使用者：武田一基）
逆襲の左突き（カウンターレフトハンダー）
脚のギミックによって勢いをつけて放つ左のカウンターブロー。（使用者：ジェームズ志場）
クリンチ
攻撃回避及び体力回復用のボクシング唯一の組み技。志場の研究によって、攻撃回避から後述のプレッシングリバーブローに繋げる必殺の技へと昇華されている。武田はこの技を嫌い、実戦での使用を避けている。（使用者：武田一基）
散弾リバーブロー（さんだんリバーブロー）
脇腹（肝臓）の箇所に散弾のように連続でパンチを打ち込む技。（使用者：武田一基）
ジャイアントネコメガエルパンチ
ジェームズ志場直伝の必殺パンチ。相手の懐に飛び込んで屈み、全身のバネを利用して跳び上がりながら両手をコークスクリュー状にして放つカエルパンチ。技名の由来は志場が飼っているペットから。（使用者：武田一基）
スウェー
後ろに身体を屈めてギリギリで回避する技術。（使用者：武田一基）
ダブルウルトラボロパンチ
ウルトラボロパンチを左右連続に放つコンビネーション。（使用者：武田一基）
ドッグファイトブロー
低位置にいる相手に対して使用。跳躍し空中から連続パンチを放つ。（使用者：武田一基）
二連三段ブロー（にれんさんだんブロー）
上中下と打ち分ける三発の連続パンチを二連続で放つ。（使用者：武田一基）
プレッシングリバーブロー
クリンチで相手の懐に飛び込んだ状態から、回転を加えた両拳によって相手の両脇腹を押し潰す技。武田が"静"の気を解放したことで、近距離からでも凝縮した気による高威力の突きとして放つことが可能。（使用者：武田一基）
紙一重のクロスカウンター（ヘアブレッズのクロスカウンター）
相手の攻撃を紙一重で回避し、その攻撃に相前後して両者の腕が交差するようにパンチを放つ。（使用者：武田一基）
ボロラビットパンチ
相手に密着した状態で、死角から後頭部へ繰り出す大振りのパンチ。（使用者：武田一基）
幻の左（まぼろしのひだり）
武田が最も得意とする左のストレート。その速さたるや受けた相手が何を受けたか分からず、後で録ったビデオをスローで見ても分からなかったという逸話まである。（使用者：武田一基）
メテオストレート
後頭部を攻撃するラビットパンチを空中から全体重を乗せて放つ。（使用者：武田一基）
ワープパンチ（仮）
志場が伝授した対武器用の技。気の運用を利用したパンチで、気の爆発と拳の着弾点をずらすことで、相手に拳の位置を誤認させる。相手が気の感知能力に優れているほどパンチの威力は増大する。（使用者：武田一基）

## テコンドー、ネコンドー
キジトラヨプフリギ
テコンドーのヨプフリギ（横廻し蹴り）に猫の模様であるキジトラをつけたネコンドーの技。ヨプフリギとは足刀蹴りであるヨプチャギに膝から下を曲げるひっかきを加えたものである。（使用者：南條キサラ）
ダブルチッキ
前方宙返りしながら右・左と連続してかかと落としを放つ技。一撃目と近い箇所に二撃目を放つので、防御を力で突破することが可能。しかし着地が難しいため、この技で仕留め損なった場合ピンチを招いてしまう。（使用者：南條キサラ）
ダブルトルネードチッキ
ダブルチッキに捻りを加えて、蹴る箇所をずらすことが可能になった技。巧く着地できるようになっていることから完成度は高い。（使用者：南條キサラ）
チッキ
テコンドーのかかと落とし。キサラはティトラチャギの途中で蹴りの軌道を変えての攻撃も行った。（使用者：南條キサラ）
チャトラナレチャギ
テコンドーのナレチャギ（回転廻し蹴り）に猫の模様であるチャトラをつけたネコンドー技。ナレチャギとは前足を軸に前方へ体を一回転させながら、軸足で回し蹴りを放つものである。（使用者：南條キサラ）
低空ティオティトラチャギリ（ていくうティオティトラチャギリ）
テコンドーの蹴り技。ティオティトラチャギ（飛び後ろ回し蹴り）とは、空中へ跳び上がりながら前足を軸に前方へ体を270度ほど回転させ、ヨプフリギの要領で相手の横顔を打ち抜く蹴りである。（使用者：南條キサラ）
ティミョキジトラヨプチャチルギ
テコンドーのティミョヨプチャチルギに猫の模様であるキジトラをつけたネコンドーの技。ティミョヨプチャチルギとは跳び横蹴りのことで上段を狙って突くように攻撃する。（使用者：南條キサラ）
ティミョパンデトルリョチャギ
飛び上がってパンデトルリョチャギ（後ろ回し蹴り）を繰り出すテコンドーの技。パンデトルリョチャギは回転時に一度引き上げてたたんだ足を振り出すように蹴る。ティミョは「跳ぶ」の意。（使用者：白鳥かおる）
パンダルチャギ
テコンドーの蹴り技。かかと落としを変形させたもので足を外側から上げ内側へ振りぬく。主に接近時から横顔を狙って放つ半月蹴り。（使用者：南條キサラ）
ミケヨプチャギ
テコンドーのヨプチャギ（横蹴り）に猫の模様である三毛をつけたネコンドーの技。ヨプチャギとは足刀を使った押し蹴りであり、作中ではこれを連続で使用している。（使用者：南條キサラ）

## 相撲、実戦相撲
上手投げ（うわてなげ）
腰を持ち（本来は相手の腕の外からまわしを引く＝上手を取る）、体を開かずに相手を投げ下ろす相撲の技。（使用者：千秋祐馬）
鬼張手（おにはりて）
簡単に言えば相撲でいう張り手だがその威力は凄まじい。武器を構えた相手に対応している。（使用者：千秋祐馬）
さば折り（さばおり）
腰辺りを取って強く引き付け、上からのしかかるようにして跪かせる技。（使用者：千秋祐馬）
四股トルネード（しこトルネード）
倒れた相手に対して、捻りを加えた四股で踏みつける技。力士の体重と力の乗った一撃のため、その威力は絶大。（使用者：千秋祐馬）
雷槌（トールハンマー）
祐馬の必殺技。両手をガッチリと組み、その状態で上下左右に腕をぶん回す技。相当な手練でもまともに喰らえば吹っ飛ぶ。（使用者：千秋祐馬）
百本素手砲（ひゃっぽんすでっぽう）
両手で連続の突っ張りを放つ。防弾装備の相手をも平伏させるほどの威力を誇る。（使用者：千秋祐馬）

## コマンドサンボ
ヴィソーキィー・トゥンドラ（ツンドラの大木）
標的の両腕を脇で挟み込み、回転させて地面へ叩きつける。（使用者：ボリス・イワノフ）
コリツオー・ボーフ・スミェールチ（死神の輪）
相手の目の前で側転宙返りし、敵の足を取りながら鳩尾に膝を当て、そのまま回転しながら首を極めてエビ反りに持っていく関節技。（使用者：ボリス・イワノフ）
シエルプ・イ・モラット（鎌と鉄槌）
相手の突きを足で挟み取って地面に倒れこみ、もう一方の足の膝で顎を蹴りつける技。この技で組み技に完全ではない兼一の制空圏を破った。（使用者：ボリス・イワノフ）
セベェルニィ・スメルト（北の竜巻）
相手の襟を掴みそのまま身体を回転させ絞め上げる、単純だが確実な殺人技。（使用者：ボリス・イワノフ）
セルプルンブル・ノート（三日月の夜）
突き手を相手にわざと取らせ、そこから肘打ちを放ち相手の両手をふさいだところで、投げながらもう片方の手で高速の突きを連打する。その際に腕は三日月のような形の残像を残す。（使用者：アレクサンドル・ガイダル）
トリヒエーシェット・イーヴァヴィ・リストーク（柳葉揺らし）
岬越寺柳葉揺らしと同じ技。（使用者：アレクサンドル・ガイダル）
リヂャナーヤ・モールニィ（極寒の落雷）
相手の背面に回り込んで逆さまに担ぎ上げ、頭から地面に叩きつける技。かつてこの技は受けて生きていた者はいなかったそうだが秋雨は難なく持ち堪えた。（使用者：アレクサンドル・ガイダル）
プラドゥヴィ・ガーッツァ・スミェールチィ（死の前進）
決死の構えから進撃し、自らの命を賭して相手を確実に死に追いやる必殺の技。（使用者：アレクサンドル・ガイダル、ボリス・イワノフ）

## ルチャリブレ、プロレス
受けの凄み（うけのすごみ）
強張らせた筋肉を盾代わりにし、相手の攻撃を身体で直に受け止め耐える防御技。肉体の頑強さをアピールするためのプロレスらしい魅せ技的な側面も強いが、仕掛けた相手が筋肉の防御を崩せなかった場合にはレスラーの優勢圏内である懐で立ち往生する羽目になるため、応用次第では十分に実践的となり得る。最初の使用では、加減されていたとはいえ一撃必殺級の威力を持つ剣星の半歩崩拳を真正面から耐え切ってみせた。（使用者：ディエゴ・カーロ）
カストルスープレックス
首を締めた状態からスープレックスを掛ける。技を掛けたときに後方転回飛びをすることによって隙を見せることなく即座に立ち上がれる。（使用者：レイチェル・スタンレイ）
カストロティカドロップキック
踏みつけるようなドロップキック。（使用者：レイチェル・スタンレイ）
コブラツイスト
背後から相手の左足に自分の左足をからめ、相手の右腕の下を通り自分の左腕を首の後ろに巻きつけてクラッチしながら伸び上がるプロレス技。脇腹や首にダメージを与える。余り実践的とは言えず、技を受けた兼一は締め上げられる前に相手を振り解いていた。（使用者：ディエゴの弟子）
ディエゴティカクロスギロチン
空中でクロスした腕で相手の首を挟み、腕を鋏の原理で高速で動かすことによって首を切断する殺人プロレス技。（使用者：ディエゴ・カーロ）
ディエゴティカダウンバースト
両手パンチで空中にいる敵を地上に向けて殴り飛ばす。相手は落雷のような速度で地面に激突する。（使用者：ディエゴ・カーロ）
ディエゴティカドライバー
相手を脇に抱え、空中殺法の連撃で上空に追い上げて組み付き、相手の体を上下反転させて落下のスピードを加えたパンチを着地寸前で顔面に放つ。その威力は頭部ごと多重構造のセラミックスをぶち抜く。（使用者：ディエゴ・カーロ）
ディエゴティカボディプレス
ロープを使わず、しかも立っている相手にボディプレスを浴びせる技。攻撃する瞬間が隙だらけなのでボディプレスに繋ぐために手技の連打で相手の反撃を弱らせる。技が決まったあとは指を地面に食い込ませそのまま圧迫死させる。（使用者：ディエゴ・カーロ）
ディエゴティックシュタイナー
フランケンシュタイナーを裏向きで仕掛けて背中に打撃を与えつつ、脚力で相手の背中を反らせるようにして持ち上げ、そのまま頭部をマットに強打させるプロレス技。（使用者：レイチェル・スタンレイ）
ディエゴティックフライングボディーアタック×3
3人が肩を組み合い、もう3人が肩を組み合った3人の足をそれぞれ上へ上げた反動で後方転回飛びをしながら落下体当たりをするプロレス技。（使用者：ディエゴの弟子）
ディエゴ分身（ディエゴぶんしん）
高速移動と高速攻撃で残像が出るほどの速さで動く技。（使用者：ディエゴ・カーロ）
レイチェル分身（レイチェルぶんしん）
高速で移動し相手を撹乱させ分身したかのように見せる技。（使用者：レイチェル・スタンレイ）
毒ギリ（どくギリ）
口から霧状のものを吹き付ける技。（使用者：ミートマン）
トルネードドロップキック
飛び上がって回転しながらドロップキックを放つ。（使用者：レイチェル・スタンレイ）
パイルドライバー
前に屈ませた相手の頭部を両方の太ももで挟み込み、相手の胴を抱え込むようにクラッチして持ち上げ、そのまま脳天から垂直に叩き付ける（ドリル・ア・ホール式）。和名「脳天杭打ち」。（使用者：格闘研究会の部員）
バックドロップ
相手を後ろから持ち上げ、後方にブリッジするか倒れこみながら地面に叩きつける技。和名「岩石落とし」。（使用者：レイチェル・スタンレイ）
フィニッシュホールド（技名は不明）
空中で相手の脇腹箇所を両手と膝でずらして押さえて地上に高速で落下することで、いかなる内功でも防ぎきれない技だったらしいが、カメラアングルを気にするあまり隙を作ってしまい外された。フィニッシュホールドとは「決め技」という意味で、特定の技を指す言葉ではない。（使用者：ディエゴ・カーロ）
ミートマンクラッシュ
両腕で相手を担ぎ上げ、空中で回転させる。（使用者：ミートマン）
ラリアット
ロープの反動で跳ね返ってきた相手に二の腕で鎌のようにして攻撃する技。（使用者：レイチェル・スタンレイ）
レイチェルクラッシュ
跳躍して後ろ蹴りとチョップを同時に放つ技。（使用者：レイチェル・スタンレイ）
レイチェルタランチュラウェブ
リングのロープを二重の輪に変形させ、その輪で相手の蹴り足を捕らえて自由を奪った後、プロレス技の数々で相手の醜態を晒させるという大技。原作では第一段階の捕獲しか登場しなかった。（使用者：レイチェル・スタンレイ）
ロメロ・スペシャル
別名「吊り天井固め」。うつ伏せになった相手の足を固め、両手首を絞り上げて後方に回転し脚力で支え上げつつ責めるという魅せ技色が強い拷問技。レイチェルはこれを相手が立った状態で使用した。（使用者：レイチェル・スタンレイ）

## カラリパヤット
楔（キーラ）
握り拳から中指の第二関節だけを突出させる型。この型でマルマンを突くことで相手を一撃で仕留めることができる。（使用者：イーサン・スタンレイ）
鋏状打（サムダムシカ）
親指と人差し指で押さえ込むようにマルマンを抉り、神経を麻痺させる技。（使用者：イーサン・スタンレイ）
猪の型（ししのダデイブ）
肩を前面に押し出した突撃の型。（使用者：イーサン・スタンレイ）
毒蛇の型（ジョハリラサン・タイパ）
両手を合わせた貫手で突き下ろす型。（使用者：セロ・ラフマン）
ドゥルガーの断マルマ
様々な形の指でマルマンを狙う技。（使用者：セロ・ラフマン）
ビィシュヌ・トリシュールウェィーブ
親指、人差し指、中指の三本指を三叉戟に見立てて突きを放つ。（使用者：セロ・ラフマン）
蛇の型（へびのダデイブ）
両手を合わせた貫手と踏込みによる突撃の型。（使用者：イーサン・スタンレイ）
マハーシヴァキック
柔軟性を用いたカラリパヤット特有の上段前蹴り。ガードしても腕ごと砕ける程の威力であり、直接的な被害を防ぐための鎖帷子では威力の軽減ができない。放つまでに大きなタメを要するため、相手を宙に放り投げて身動きを取れなくさせる必要がある。（使用者：イーサン・スタンレイ）
断末魔のダンス（マルマッチェーダのダンス）
マルマンへ連続の一本貫手を放つ。全身のマルマンを断ち、死に至らせる。（使用者：セロ・ラフマン）
死のマントラ（マルラナマントラ）
指向性を持つマントラを唱える。立華の槍術に防がれたため性能は不明。（使用者：セロ・ラフマン）
マラカンブ
棒を巧みに使うインド武術の鍛錬法。（使用者：イーサン・スタンレイ）
真言秘儀 恐怖の真言（マントラタントラム きょうふのマントラ）
超音波のような特殊な音声（マントラ）により恐怖心を揺さぶり、聞いたものを錯乱状態に陥らせる。耳栓があれば防御可能であり、逆鬼などの達人級には若干効果がある程度。（使用者：セロ・ラフマン）
ヨーガの呼吸（ヨーガのこきゅう）
自らの身体の呼吸を乱す技法。この技によって相手の呼吸を読み取らなければ使えない流水制空圏を無効化した。（使用者：イーサン・スタンレイ）

## プンチャック・シラット
後背総攻（サルヴァアーサ・ヴィグラハ）
その場に座り込み、背後の敵に猛攻を加える。並の達人なら絶命するほどの威力を持つ。（使用者：シルクァッド・ジュナザード）
樹上落とし（ジァトウハン・プンチャク・ポホン）
真上から両手で掌打を繰り出す。ジュナザードは壁に直立することで自在に勢いをつける。（使用者：シルクァッド・ジュナザード）
ジュナザードの秘術
ハルティニ曰く、シラットの秘術。ジュナザードの呪縛とも呼ばれる。ティダード固有の薬草を使った秘薬による洗脳、及び治療術。記憶操作術・忘心波衝撃と併用することで、相手の人格を封じ込め、使用者の思い描く別の人格を相手の心に植え付ける。風林寺隼人の台詞から本来は医療に用いる技術と考えられる。（使用者：シルクァッド・ジュナザード、メナング、風林寺隼人）
ジュルス
シラットにおける基本の型。シルクァッド・ジュナザードの流派には18つある。
第一のジュルス
腹部を突き、膝裏に蹴りを加え、首に腕を回して投げ飛ばす。（使用者：ラデン・ティダード・ジェイハン）
第二のジュルス
腹部や顎に攻撃を加え、金的を蹴った後に上からの肘打ちで敵を弾き飛ばす。（使用者：ラデン・ティダード・ジェイハン）
第三のジュルス
敵の突きを捌いた手で、そのまま裏拳を当てる。兼一の夫婦手を喰らうことにより中断されたためその後は不明。（使用者：ラデン・ティダード・ジェイハン）
必殺のジュルス
旋回しながら突きや蹴りを叩き込む。18つの型に含まれているのかは不明。（使用者：メナング）
猛獣跳撃（スラガン・ハリマウ）
虎に擬態して跳躍しながら襲い掛かり、首を体重でへし折る。（使用者：ラダン・ティダード・ジェイハン、シルクァッド・ジュナザード）
地転蹴り（トゥンダンアン・グリンタナ）
手で身体を支えて軸にし、強烈にしてアクロバティックな回転蹴りを放つ。（使用者：シルクァッド・ジュナザード）
台風鈎（トパン・カイト）
逆さまになりながら旋回して拳撃や蹴りなどを叩きこむ。（使用者：風林寺美羽）
転げ回る幽鬼（ハントウ・グルンドゥン・プリンイス）
ジュナザードの奥義の一つ。相手の技撃軌道を制圧し、投げ、関節技、打撃を併せた必殺攻撃の応酬を仕掛ける。（使用者：シルクァッド・ジュナザード）
転げ回る幽鬼による投げ
秋雨の奥義、「真・呼吸投げ」に酷似しているが実際は似て非なる性質の投げ。転げ回る幽鬼を使う際、技撃軌道の制圧を意図的に緩めて相手の逃げ場を作ることで、相手は自分の危機回避の反射能力により意図的に作られた唯一の安全地帯に体を激突させてしまう。気当たりで誘導する秋雨の「真・呼吸投げ」とは違い、相手は自分で激突しない場合は死ぬという状況である為、捨身で立ち向かうこともできない。（使用者：シルクァッド・ジュナザード）
背面潰し（プンハンチユル・プングン）
圧倒的な速度で背後に回り込み、五体で標的をひねり潰す。（使用者：シルクァッド・ジュナザード）
殺氣発射（プヌンバカン・クグムビラ）
顔の開口部を全て閉ざし、膨れ上がった気を開放と同時に強烈な殺気に変えて放出する。相手を殺気に呼応させることで、相手の攻撃を誘導できる。（使用者：シルクァッド・ジュナザード）
渦を巻く落雷（プサラン・ハリリンタル）
上空に跳び上がり、下方からの相手の攻撃に合わせて手足を交差させた動きで受けと蹴りを同時に行う。（使用者：シルクァッド・ジュナザード）
忘心波衝撃（ボウシンハショーゲキ）
こめかみの辺りを両手で挟んで叩くことである程度任意に記憶を消去する技。自分に都合の悪い記憶を無理矢理消すことができ、シラットの秘術を併用することで、相手の心さえも掌握することができる。風林寺隼人の超人108秘技の一つに数えられているが、こちらが本家にあたる。（使用者：シルクァッド・ジュナザード、風林寺隼人）

## カポエイラ
アウー・シバタ
四つん這いから片足だけを側転しながら蹴る。（使用者：カポエイラチームの一人）
ウォー・ド・モルセーゴ
両足でのフライングドロップキック。（使用者：エリオット）
エスコビ・アウン
背から出した足で上段と下段を同時に蹴る。（使用者：アイシャ）
カベサーダ
足で組み付いた状態で放つ頭突き。カベサーダとはポルトガル語で頭。（使用者：カポエイラチームのリーダー）
シャペウ・ジ・コウロ（革の靴）
倒立からの片足回し蹴り。（使用者：カポエイラチームのリーダー）
チゾーラ・ジペスコッソ
逆立ち状態から相手の顔を両足で捕らえ、そのまま一回転し脳天を地面へ激突させる技。（使用者：カポエイラチームのリーダー）
ピルリット
片手で逆立ちして回転する。（使用者：カポエイラチームのリーダー）
ヘヴェル・サオン
回転して身体を反らすようにして踵で蹴る。（使用者：アイシャ）

## その他の武術
鋭颯摺動斬（えいさつしゅうどうざん）
天地無真流古武術の技。平拳の構えから突きを放つ。緒方に防がれたため技の性能は不明。（使用者：田中勤）
交差撃墜（クロッシングショットダウン）
気当たりによって一瞬怯ませ、相手の突きをこするようにして捌きながら、その突進力を利用し掌底を放つカウンター技。（使用者：朝宮龍斗）
グングニル
眼鏡を外し、観の目状態のとなった龍斗が使用する必殺技。敵の防御をすり抜けるかような百発百中の掌底の連打を放つ。相手のリズムを覚えなければ使用できないので、戦闘開始直後や複数人相手の場合は使用できない。（使用者：朝宮龍斗）
十字頸木（じゅうじくびき）
天地無真流古武術の技。高く跳躍し上方から貫手と横向き手刀打ちを繰り出す。貫手は顔を抉り、手刀は首をへし折る必殺の技。（使用者：田中勤）
静動陰陽太極（せいどういんようたいきょく）
「静動轟一」を発動した状態で放つ諸手の掌打。（使用者：朝宮龍斗）
超時空飛びヒザ蹴り（ちょうじくうとびひざげり）
キックボクシングの技。宙高く飛び上がり、一瞬のうちに無数の飛び膝蹴りを放つ。（使用者：呂塞五郎兵衛）
徹し（とおし）
骨法の技。敵の頭部に掌を密着させ、全身に捻りを加えて脳に衝撃を与える。頑丈な兼一を一撃で仕留めた。（使用者：辻新之助）
トルネード・ルヴェル（竜巻かけ蹴り）
サバットの源流となったショソンの蹴り技。足を相手の頭部に引っ掛け、そのまま引きずるように回し蹴りを放つ。（使用者：クリストファー・エクレール）
パリジャン・レスリング
サバットの投げ技。足で相手を巻き込み、背中に抱え投げ飛ばす。（使用者：クリストファー・エクレール）
虎落打地（もがりだち）
天地無真流古武術の技。鉤爪のように指を曲げた両手を振るいながら相手に当たる。その指に触れたものは切り裂かれる。（使用者：田中勤）

## 流派、我流

### 白浜兼一のオリジナル技
白浜兼一が独自に編み出したオリジナルの技。特に使用者を特記しないものは、使用者は白浜兼一のみ。
最強コンボ（さいきょうコンボ）
空手の「山突き」→ムエタイの「カウ・ロイ」→中国拳法の「烏牛擺頭」→柔道の「朽木倒し」の順で繰り出される連続攻撃。防御の難しい山突きが決まることで、流れるような連続攻撃が可能となる。それぞれの技については対象の項目を参照。なお技名は新島が総督の特権（多数決で自分だけ100票）を使い勝手に決めた。
最強コンボ2号（さいきょうコンボにごう）
空手の「手刀横顔面打ち」→ムエタイの「連続ティーカオ」→中国拳法の「単把」→柔道の「背負い投げ」と繋げる連続攻撃。

最強ショートコンボ（さいきょうショートコンボ）
ムエタイの「ティー・ソーク」3種（トロン→ボーン→ラーン）→空手の「拳槌打ち」と繋げる連続攻撃。

流水制空最強コンボ3号（りゅうすいせいくうさいきょうコンボさんごう）
叶翔の静動発動九撃一殺に対するカウンターとして使用。相手はまるで使用者に力を吸い取られるかのように技をかけられてしまう。それぞれの技名は不明。
師の動きのコピー
梁山泊の師匠達の動きを真似る。技ではなくリズムをシフトさせるため、従来の動作とはまったく違う戦い方をする。死にかけるほどの壮絶な修行により、恐怖と苦痛が骨の髄まで浸み込んだ結果習得した戦法。使用時は人格や口調までもが師とそっくりになる。
梁山泊師匠 二極の術（りょうざんぱくししょう にきょくのじゅつ）
馬剣星の女性を狙う高度な動きで敵を掴み、岬越寺秋雨の冷静な動きで関節を極める技。女性を殴る事のできない兼一が、女性武術家と戦わざるを得ない状況でその動きを封じるために使用。最初の剣聖の動きでそのイヤらしい雰囲気まで緻密に再現してしまい、相手に悪寒を与えるなどして隙を生じさせることができるため、セクハラに耐性のない相手には抜群の効果を発揮する。…が、勢い余って本当にセクハラ行為を仕掛けてしまう事故もあった。
劣化相剥斬り（れっかあいはぎぎり）
しぐれの相剥斬りを真似て放つ手刀。
劣化アパンチ（れっかアパンチ）
アパチャイのアパンチを真似て放つパンチ。後に完全な技を放っている。
劣化砂塵爆（れっかさじんばく）
逆鬼の不動砂塵爆を真似て放つ突き。
劣化チャイキック（れっかチャイキック）
アパチャイのチャイキックを真似て放つ上段蹴り。後に完全な技を放っている。

鎬断返し（しのぎだちがえし）
鍛冶摩里巳の鎬断への対抗手段として使用。気の用法における気の"発動"、さらに上の常に気を練り続けることが出来る"開放"状態の高次段階「気の掌握」を用いて、断たれた気血と身体を急速に復活させて鎬断の気を流し返す。
手刀無斬（しゅとうむざん）
しぐれ直伝の身体操作から放たれる手刀打ち。剣術において最も重要視される間合いを見切り、相手の技に敢えて踏み込んでカウンターを叩き込む交叉技。相手の力が強ければ強いほど威力は増すが、一つ間違えば終わりという捨て身の技。
真拳白浜取り（しんけんしらはまどり）
真剣白刃取りのように相手の徒手攻撃を両手で受け止める。叶翔の貫手に対して、「どうせ速くて見えない」という考えに至った結果、武田の受けた傷を参考に攻撃位置を予測して受けたという合理的なものとなった。
真剣白浜どり（しんけんしらはまどり）
鎖帷子を装備した状態で刃に抱きつくことによって武器を封じる。
無拍子（むびょうし）
空手、柔術、中国拳法、ムエタイの4種類全ての全身運動の要訣から放つ兼一独自の必殺の突き。敵への密着状態（前ならえの状態が多い）から先述の全ての動きを一瞬のうちにこなすことで、ノーモーションから最大パワー・スピードでの突きを放つことができる。反面、全身運動による大技であるため、素早い相手には通用しにくく、発動後には体勢を立て直すために大きな隙が生じる。
4種の武術の基本を着実に抑えてきた兼一だからこそ可能な技であり、開発当初は発動できるかどうかムラがあったが、修練を積むにつれて成功率・精度が上昇するとともに、全く逆方向に発勁して空手の動きにおける引き手を肘打ちに転用するなど、発展的な使用も可能となっている。
流水無拍子（りゅうすいむびょうし）
相手の攻撃に対して自らの体を貫通させて気を後ろに逃すことによって防ぎ、瞬時に無拍子を放つ。その突きには損傷した気の流れを癒す効果もある。
流水頭撃（りゅうすいとうげき）
太極拳極意の一つ捨己従人を利用したもので、美羽に触れたくて起こした奇跡の技。敵の力に逆らわず完全に身を任せた結果、体がくの字に折れ曲がり敵の脳天に頭突きが入る。名付け親はディエゴ・カーロ。

### 風林寺流の武術
風林寺一族の我流の武術。
我流 玄武爆（がりゅう げんぶばく）
玄武を模した構え（両腕を内側に曲げ、大地を踏みしめた体勢）から攻撃を繰り出す。（使用者：風林寺砕牙）
風林寺 合わせつぶて（ふうりんじ あわせつぶて）
味方の反対側からの攻撃に合わせて相手を挟むようにして放つ両手突き。攻撃を受け流せずまともに受けるため相当なタフネスでも耐え切れない。（使用者：風林寺美羽）
風林寺 霞隼（ふうりんじ かすみはやぶさ）
相手の顔を両足で挟んで後方宙返りをすることで頭から天井に叩きつける。（使用者：風林寺美羽）
風林寺 神塵し（ふうりんじ かみごろし）
両腕を交差させた構えから攻撃を繰り出す。（使用者：風林寺砕牙）
風林寺 光鵬翼（ふうりんじ こうほうよく）
美羽の必殺技。敵に諸手突きを放った後、首相撲から何度も膝蹴りを放ち、さらに首に掴まり回転しながら膝蹴りを浴びせて空中に飛び上がり、片足を持ち上げ自身の体を一本の杭に見立て、回転によって爪先から敵の体にねじ込ませる。（使用者：風林寺美羽）
風林寺 逆さ白頭鳥（ふうりんじ さかさひよどり）
ナンバ走りで垂直な壁を駆け抜ける走法。（使用者：風林寺美羽）
風林寺 断空翼断蹴り（ふうりんじ だんくうよくだんげり）
片足を支えにして膝を曲げての背足蹴りを繰り出す。（使用者：風林寺美羽）
風林寺 千木車/無双千木車（ふうりんじ ちぎぐるま/むそうちぎぐるま）
両腕を突き出して空中で横回転しながら突進する。（使用者：鍛冶摩里巳、風林寺砕牙）
風林寺 千切燕（ふうりんじ ちぎりつばめ）
脱力によって威力を代償にして攻撃のスピードをアップさせる。（使用者：風林寺美羽）
風林寺 紅川蝉（ふうりんじ べにかわせみ）
相手の首を掴んで連続で膝蹴りを放った後、後方宙返りをしながら蹴り下ろす技。（使用者：風林寺美羽）
風林寺 無影手（ふうりんじ むえいしゅ）
連続の掌打を繰り出す。その腕は残像によって無数に見える。（使用者：風林寺砕牙）
風林寺 山崩し（ふうりんじ やまくずし）
拳の豪雨によって標的ごと巨大な建造物を粉砕する。（使用者：風林寺砕牙）

### 風林寺隼人の秘技
風林寺隼人の108つの秘技。孫娘の美羽でさえ見たことのないものもある。
海渡（うみわたり）
水面を走る驚異的な技。（他使用者：多数存在）
数え抜き手（かぞえぬきて）
通常の貫手を“四”と見立て、そこから指の数を“三”、“二”、“一”と減らしていく。数が減るに従って、指一本当たりの貫通力は増していくだけでなく、一度一度の貫手にはそれぞれ性質の異なる特殊な力の練りが加えられており、四~二までの貫手の力などを変化させることで如何なる防御さえも最後の“一”で必ず突き抜く（作中では、隼人はアパチャイのガードを破った直後に無影無限突きを打ち込み、田中勤は銀行強盗の防弾チョッキを貫通し、緒方一神斎は巨大ツキノワグマの体に風穴を開けている）。緒方一神斎と田中勤は両手を交互に右"四"・左"三"…という手法だが隼人は片手のみでこの技を行う。（他使用者：緒方一神斎、田中勤、御堂戒）
真拳 涅槃滅界曼荼羅（しんけん ねはんめっかいまんだら）
風林寺隼人の奥技。意、心、技、活、闘、勇、拳の念を内包した拳撃を放つ。相手を倒す上では不殺の心は足枷となるため、煌臥之助の「真剣 涅槃滅界曼荼羅」には一手劣る。※コマ上の表記が不親切で長らく「真拳 涅槃滅界」と思われていたが、公式によると「真拳 涅槃滅界曼荼羅」であるらしい。
二重身法（にじゅうしんほう）
体の身中線を境に、手足を左右完全に別の意志で統制することができる。
二重声法（にじゅうせいほう）
気道、声帯、横隔膜の全てを左右バラバラに動かす事で、一度に2つの言葉を喋ることができる。普段はカラオケで一人デュエットに使用されている。
肺力狙音声（ハイパワーソニックボイス）
肺に特殊な振動をさせることで音声を特定の人だけに聞こえるような超音波に変える。ひそひそ話に利用されている。
人手裏剣（ひとしゅりけん）
人間を手裏剣のように投げつける。暗鶚衆から学んだ技。（他使用者：風林寺砕牙）
風林寺 押し一手（ふうりんじ おしいって）
掌から膨大な気を発して数メートル大の手形の衝撃波を放つ。
風林寺 戦車返し（ふうりんじ せんしゃがえし）
戦車を素手でひっくり返す力技。
風林寺 天降流陣（ふうりんじ てんこうりゅうじん）
隕石のような軌道から拳を突き出す大技。その威力は大地に大穴を穿ち、クレーターを形成するほど。
風林寺 難場走り（ふうりんじ なんばはしり）
手足を交互ではなく同時に前後させ、機関銃をも回避する敏捷性を発揮する走法。美羽とリミも原理は同じ「ナンバ走り」を使いこなす。（他使用者：風林寺美羽、小頃音リミ）
風林寺 任力剛拳波（ふうりんじ にんりょくごうけんは）
音の壁をぶち破るほどの威力を誇る剛拳の強打。
忘心波衝撃（ぼうしんはしょうげき）
こめかみの辺りを両手で挟んで叩くことである程度任意に記憶を消去する技。悪人を改心させたり、自分に都合の悪い記憶を抹消する場合などに使用。ジュナザードも会得している。（他使用者：シルクァッド・ジュナザード）
無影無限突き（むえいむげんづき）
視認不可な速さの突きを連発する。
流水制空圏（りゅうすいせいくうけん）
制空圏のさらに先の境地であり、"静"の極みの技の1つ。体の表面薄皮1枚分に強く濃く気を張り、相手の動きを流れで読み取り攻撃の軌道を予測、最小限の動きで攻撃をかわす。動きの予測によって初動を早め、回避の動作を最小限に抑えることで、本来は受ける事も目で追う事もできない強力で速い攻撃を回避する。
また、その真髄は活人拳の本懐である「優しさ」にあり、相手の身になって物事を考える気持ちで「自分が相手ならどう行動するか」を読み取ることにより、第一段階「相手の流れに合わせる」で相手の動きを読み攻撃をかわし、第二段階「相手と一つになる」を経て、第三段階「相手を自分の流れに乗せて相手の動作を思うままにコントロールする」へと発展していく。（他使用者：白浜兼一、櫛灘美雲（類似した技）、武田一基（第一段階のみ）、ボリス・イワノフ（静の極みの技））
梁山波（りょうざんぱ）
必殺技ならぬ否殺技。軋む音が響くまでに筋肉を活性化させた両腕を胸の前で両手首を合わせて手を開き、腰付近に両手を持っていきながら諸手で熊手打ちを放つ。その正体は拳圧によって生じた突風と気当たりによって遠く離れた多数の敵を圧倒する威圧技。気当たりの一種であるが故に気当たりを受け流す訓練をした者には通じない。かめはめ波のパロディである。

### 岬越寺流柔術
岬越寺秋雨がありとあらゆる柔術を取り込み、昇華させた柔術流派。多対一用の技で成り立っているものが多く、容易に技を掛けられない相手には古流柔術から当て身技を取り入れている。特に使用者を特記しないものは、使用者は岬越寺秋雨のみ。
暗外旋風締め（あんがいせんぷうじめ）
腕全体を使う絞め技に急速な回転を加え、強いGでブラックアウト状態にしてからコンマ一秒で絞めを行う。
岬越寺 蛙ひねり（こうえつじ かわずひねり）
仰向けの状態から上に向けて倒立しながらきりもみ状の蹴りを放つ。
岬越寺 鼓打磨合わせ（こうえつじ こだまあわせ）
右の手刀で与えた揺れと反する揺れを即座に左で当てることで生じる振動でダメージを与える当て身技。対甲冑用の技で、兜を利用して脳震盪を起こさせる。
岬越寺 責人自重山（こうえつじ せきじんじじゅうざん）
敵二名の両手両足を利用して互いの関節を極めさせて外れなくし、この状態の二人組を山のように積み上げる。
岬越寺 薙箒（こうえつじ なぎぼうき）
人間を箒のように振るい回して周囲の相手を掃き飛ばす技。
岬越寺 無限轟鎖車輪（こうえつじ むげんごうさしゃりん）
複数の敵の手足を鎖の輪に見立てて関節を極め、さらにその人間で作られた鎖を玉にして絡める。
岬越寺 無限轟車輪（こうえつじ むげんごうしゃりん）
複数の敵の手足を利用して極め、関節を極められた状態の敵が連なってできる輪を作る。技をかけられた人間の体重が互いの関節を極め合う構造になっているため、誰かに外してもらう他に自分たちで逃れる術はない。
岬越寺 無限生成回帰（こうえつじ むげんせいせいかいき）
自分の腕が掴まれた状態からそのまま腕を振り回して相手を投げ倒す。相手が達人級であっても、脳から「取った手を放せ」という伝達が運動神経に伝わるまでに数回投げる超高速の投げ。秋雨はこの型からの投げを何億回と積み重ねている。
岬越寺 柳葉揺らし（こうえつじ やなぎはゆらし）
重心や動きを錯覚させる柔術特有の足運びを、相手の目の動きより速く行う事で透けていくような錯覚を見せながら相手の死角に入る技。
岬越寺 輪廻煉獄手鞠（こうえつじ りんねれんごくてまり）
まるで手鞠をするかのように片手で人間をバウンドさせ続ける技。
真・呼吸投げ（しん・こきゅうなげ）
相手が真の達人である場合のみ使える秋雨の究極奥義。気当たりによる反射を逆手に取り、相手の体を崩すように誘導、手を使わずに相手を投げるように見せる。実際に命を脅かすわけではなく、気当たりで相手の危機回避能力を刺激しているだけなので、完全なる捨て身の者には通じない。
悶虐陣破壊地獄（もんぎゃくじんはかいじごく）
秋雨の人を殺さないための必殺技。投げ、当身、関節技を同時に仕掛ける繊細な技で、投げられ木偶君ウルトラを悲惨な状態にした。生命活動に必要な最低・最小限の機能だけを残して人体を完全に破壊する。ここまでやっても死なないらしく、寧ろ死んだほうがマシという恐ろしい技である。

### 馬家・馬式
馬剣星、馬連華などの中国拳法流派。中国武術に伝わる技法を独自に発展させた馬一族の秘術。
馬家 穿弓飛脚（ばけ せんきゅうひきゃく）
両手を地面についた状態で全身を捻りながら蹴り上げる。（使用者：馬連華）
馬家 千通浸透撃（ばけ せんつうしんとうげき）
拳を突きつけて攻撃をする。その衝撃は相対する相手を突き抜けて背後の相手にも浸透する。（使用者：馬剣星）
馬家 破鎧脚（ばけ はがいきゃく）
兜を真っ二つにする程の威力を持つ鋭い飛び蹴り。（使用者：馬剣星）
馬家 縛札衣（ばけ ばくさつい）
相手の着衣を利用（脱がして縛る）して身動きを封じる捕縛の技。女好きの剣星ならではの技だが、服を用いて無傷で制す活人拳の極みの一つでもある。ただし、単純に着衣を剥ぎ取るだけなど純粋なセクハラ目的で使用されることも多かった。（使用者：馬剣星）
馬家 極縛札衣（ばけ きわみばくさつい）
相手の着衣を一瞬で剥ぎ取り全裸にする、縛札衣の上位技。（使用者：馬剣星）
馬家 羅刹勁（ばけ らせつけい）
左右それぞれの発勁の方向を自在に絞り込むことで発せられる突き。勁力の向きが異なる突きは相手の防御・回避の不意を穿つ必中の暗勁となる。（使用者：馬剣星）
馬家 連環撃捶陣（ばけ れんかんげきすいじん）
相手の周囲に回り込みながら拳による連続の突きを放つ。（使用者：馬連華）
馬式 空雲手（ばしき くううんじゅ）
手腕で相手の肉体を擦り、筋組織を断絶させる技。筋肉をずらしてしまう性質上、肉体を鍛え上げても防ぐことは不可能であり、剣星も余程の達人相手でないと使用しないらしい。（使用者：馬剣星）
馬式 裡肘託塔（ばしき りちゅうたくとう）
敵の懐に攻め入り、顎を掌で押し上げ、さらにもう片方の手で肘を押し上げる。（使用者：風林寺美羽、白浜兼一、馬剣星）　

### 香坂流武器術
香坂しぐれ、香坂八郎兵衛、立華凛の武器術流派。日本刀、手裏剣、鎖鎌、槍、トンファーなど様々な武器に精通している。
香坂流 相剥斬り（こうかさりゅう あいはぎぎり）
薄い木の葉すら真剣で2枚に剥がす妙技。どんなものにも寸分違わず正確に刃を通せるという、必殺技というよりは演武的な意味合いの強い技。兼一も朝宮龍斗との戦いで手刀で使用しダメージを与えた。（使用者：香坂しぐれ）
香坂流 燕尾旋風（こうかさりゅう えんびつむじかぜ）
相手の頭上に飛び上がり、旋回しながら敵を掻い潜って攻撃を仕掛ける。（使用者：香坂しぐれ）
香坂流 鏡離れ（こうかさりゅう かがみばなれ）
相手が構えた弓矢を反転させて一瞬にして奪い、逆に相手に矢を射る。（使用者：香坂しぐれ）
香坂流 五月雨手裏剣（こうかさりゅう さみだれしゅりけん）
一瞬のうちに数枚の手裏剣を投げる技。手裏剣の軌道も自在に変化させることが可能。（使用者：香坂しぐれ）
香坂流 千斬万断（こうかさりゅう ちぎりまんだん）
壁などを一瞬にして細切れにしてしまう剣技。（使用者：香坂しぐれ）
香坂流 飛炎三段斬り（こうかさりゅう ひえんさんだんぎり）
蝋燭の火を消さずに連続で3本の蝋燭の芯を回転しながら斬るという難度の高い剣技。（使用者:エレン）
香坂流 鎧返し（こうかさりゅう よろいがえし）
装備している鎧兜の立物で相手の武器を迎撃して破壊する。（使用者：立華凛）
心刃合錬斬（しんとごうれんざん）
刀と己を一つにして斬りかかる身剣一体の剣技。この技の源流は香坂八朗兵衛の口伝に基づく。この技の使用時は武器と使用者が同化したように同色で統一される。（使用者：香坂しぐれ、紀伊陽炎）他に類似した技で真刃合練斬というものがある。その違いは、武器に対する考え方である。
千枚鎧通し（せんまいよろいどおし）
標的の頭上に槍を垂直に立て、そのまま両手両足を使って槍を錐揉み回転させ鋼鉄の兜をも貫通させる技。（使用者：香坂しぐれ）
総刀共練斬（そうときょうれんざん）
香坂流最終奥義。敵対者の武器をも己の一部にすることで、その武器を構えた自身の武影を出現させる。（使用者：香坂しぐれ）
百本五月雨斬り（ひゃっぽんさみだれぎり）
十文字槍など両手に持った武器を駆使して斬りかかる。（使用者：立華凛）

### 新島春男のオリジナル技
新島春男のオリジナル技。達人とは別の方向で並みの人間には到底習得できないよう技術が多く存在する。特に使用者を特記しないものは、使用者は新島春男のみ。
河童の川流れ（かっぱのかわながれ）
河童の名をほしいままにする新島の水泳法。溝川であっても平気で飛び込む上、その速度は吉川将吾をもってしても追いつけないらしく、遠泳でも見事達人級の師を持つボリス、兼一、イーサンに次ぐ記録を残した。
ちょっとあれな踊りを踊る人
曰く「最終奥義」。妖しい踊りを踊ることによって戦意を持たない人間であるとアピールする。
デビルズキッス
ミイラをも息を吹き返すと自負する脅威の人工呼吸法。掛け声は「黄泉帰れ」。
新島アイ（にいじまアイ）
人差し指と親指で輪を作り、そこから覗き込んで宇宙人パワーによって相手の強さや状態、オーラまでも読み取りさらには探索モードとして遠くのものも確認できる非常に優れた能力。相手が達人級になるとセンサーがぶっ壊れる。
新島アイEX（にいじまアイイーエックス）
新島アイの許容範囲を大幅に広げた改良版。
新島コンボ（にいじまコンボ）
催涙スプレーを吹き付けた後、特殊警棒で殴りつけるある意味とても合理的なコンボ。
新島式疑いズ・眼（にいじましきうたがいズ・まなこ）
この状態の眼で長時間見つめられると心の弱い者はあらゆる秘密を暴露してしまう。
新島式ウルトラ土下座（にいじましきウルトラどげざ）
通常よりも身を屈めた土下座で攻撃を回避する。
新島式気配消去法（にいじましきけはいしょうきょほう）
大自然のパワーを踏みにじることで自らの気配を木々にねじ込んで隠す。その融け込みの様はまさに同化の一言であり、存在をまるで悟らせない。しかし最初から認知されている相手には通用しない様子。
新島式コロニー回転受け身（にいじましきコロニーかいてんうけみ）
スペースコロニーの如く回転し落下のダメージを減らす受身。
新島式脱皮術（にいじましきだっぴじゅつ）
うねうねと身体をくねらせながら危機から脱出する回避術。（他使用者：白浜兼一）
新島式四段抜かし（にいじましきよんだんぬかし）
階段を四段抜かしで駆ける。走法というより特技。
ニイジマニジリ
相手に気づかれないように秒速4mmで移動する。達人相手にも通用するほど完成度が高い技。
新島フォース（にいじまフォース）
相手を従わせる効力があるらしいが意志の強いものには効かない。
新島ブレインウォッシュ（にいじまブレインウォッシュ）
得意の話術で長時間相手を理詰めにすることで、他人を意のままに動かすことができる洗脳話術。相手の弱い所に付け込むため、筋の通った人ほど効くらしい。
念力（ねんりき）
奇跡を念じる、しかし叶うかどうかは当然運次第である。
無影八艘飛び（むえいはっそうとび）
部下を盾にしたり、部下の後ろで応援したりしながら、飛びまわり攻撃を回避する技。兼一もいつの間にか回避術として習得している。（他使用者：白浜兼一）

### 楽想記号
ジークフリートこと九弦院響の使う技。自らの音楽センスを戦闘に取り入れており、一挙一動に演奏記号が入る。後の先を主とする変則的なカウンター技が多いが、チベットでの修行以降は攻撃技も使うようになっている。特に使用者を特記しないものは、使用者は九弦院響のみ。
因果応報のマルチストレイン（いんがおうほうのマルチストレイン）
詳細は不明。刃物による攻撃さえも無傷で捌き、瞬時に反撃する高速のカウンターでありながら与えるダメージは甚大という理屈では説明できない代物。
グランディオーソカウンター（壮大なるカウンター）
回転によって攻撃を受け流しながら攻撃する技。多数相手に力を発揮する。
旋風のダカーポ（せんぷうのダカーポ）
三点倒立から足と体を連続で回転させ攻撃する蹴り技。
双曲の二重奏（そうきょくのデューオ）
急降下しながら両手で放つフライングクロスチョップ。左右の目標を同時に攻撃できる。
天使のささやき（てんしのささやき）
相手の耳元にスフォルツァンド（特に強く）と、とてつもなく大きな声を発して攻撃する近接戦闘技。気当たりではなく大声による純粋な攻撃である。発声するために大量の酸素を吸い込むため腹部が大きく膨らむ。チベットの修行で強靭な横隔膜となり会得した。
突撃のGoaTrance（とつげきのゴアトランス）
両腕で噛みつくように構えながら突撃する。
涅槃の追走曲（ねはんのカノン）
相手の攻撃を受けた点を中心に、円運動によって無効化させながら相手を回転に巻き込み、その勢いのまま突き・蹴り・投げ（回転方向によって攻撃が違う）を行うカウンター技。派生技として、側頭部の攻撃に対しては、「〜横」、上半身の攻撃に対しては「〜ひねりプラス」、倒立しながら両足で前後に蹴る「〜縦」がある。
冥界のワルツ（めいかいのワルツ）
相手の背後から組み付き、両膝で飛び膝蹴りを脇腹に放つ。
輪唱アタック（りんしょうアタック）
敵の攻撃のリズムが読める九弦院響ならではの技。攻撃を完璧に見切り、軸をずらして受け、その力に自分の力を乗せて打ち出すことができる。
輪廻のバッハ弓（りんねのバッハきゅう）
相手が放った矢を回転しながら指で受け止め、そのまま回転力を用いて投げ返す技。
鎮魂歌バスター（レクイエムバスター）
敵にしっかりと組み付き、モーツァルトのレクイエムを歌いながら地面に向かって逆さまに落下してゆく捨て身の最終奥義。

### 緒方流古武術
緒方一神斎の流派。緒方は他流派との死合いによりその技の数々を己の身に刻み込んでいる。
うつせみ極支（うつせみきょくし）
武田のワープパンチ（仮）に着想を得て編み出した技。攻撃をあえて受けながらも狙いを錯覚させることで不意を突く捨て身の極め技。（使用者：暁飛鳥）
緒方 座重折り（おがた ざじゅうおり）
相手の下半身に座るようにして抱きかかって脚部の破壊を狙う。（使用者：暁飛鳥）
緒方 浮遊投げ（おがた ふゆうなげ）
宙に浮いたまま遠心力を利用して相手を投げ飛ばす技。（使用者：暁飛鳥）
緒方流 啄木鳥烈脚（おがたりゅう きつつきれっきゃく）
足先を固め、キツツキの嘴の如き速度と正確さで放つ連続蹴り。同じ場所をついばんで負荷を与え続けることによりダメージを蓄積させる。（使用者：小頃音リミ）
八方啄木鳥烈脚（はっぽうきつつきれっきゃく）
攻撃の範囲を広げた啄木鳥烈脚。（使用者：小頃音リミ）
緒方流 滑り足（おがたりゅう すべりあし）
滑るように移動する歩法。（使用者：暁飛鳥）
緒方流 打突寸破（おがたりゅう だとつすんぱ）
拳が接触した状態から繰り出される拳撃。美羽に死を感じさせるほどの威力を持つ。（使用者：小頃音リミ）
緒方流 白打撃陣（おがたりゅう はくだげきじん）
腕に気血を送り込むことによって重さが増した突きを繰り出す。（使用者：小頃音リミ）
緒方流 鵯壁走（おがたりゅう ひよどりへきそう）
ナンバ走りで垂直な壁を駆け抜ける走法。（使用者：小頃音リミ）
緒方流 打破極支（おがたりゅう だっぱきょくし）
相手の関節に打撃を叩きこむことによって関節を徐々に外す。（使用者：暁飛鳥）
極転腕緘落とし（きょくてんうでがらみおとし）
相手の体に真横から飛びかかって、そのまま片腕の関節を極める技。（使用者：暁飛鳥）
熊手貫手（くまでぬきて）
五指の第一関節を折り曲げた型で貫手を放つ。（使用者：緒方一神斎）
幻夜の燕（げんやのつばめ）
過重の靴というリミッターを解除した状態での縮地術。（使用者：小頃音リミ）
真・幻夜の燕（しん・げんやのつばめ）
修行を経て、さらに速度を上げた幻夜の燕。（使用者：小頃音リミ）
静動轟一（せいどうごういつ）
気の運用において最大のタブーにして最凶の技。"静"と"動"という相反する二つの気の同時発動を意図的に行う。一時的に強力且つ正確無比な攻撃を繰り出す事ができるが、「密閉された瓶の中で火薬を爆発させ続ける」と表現されるように心身への負担は凄まじく、ものの数分で肉体が限界に達し、使いすぎると再起不能や廃人化の恐れもある使用者にとっても危険極まりない技でもある。この副作用により龍斗は立ち上がれない程に体内の気が乱れ、翔は心と筋組織が崩壊直前に陥った。（使用者：朝宮龍斗、叶翔、小頃音リミ、緒方一神斎）
脳天地獄蹴り（のうてんじごくげり）
相手を頭上まで担ぎ上げ、地面に向かって逆さに叩きつけながら頭を蹴り上げる荒技。（使用者：緒方一神斎、叶翔）

### 暗鶚衆の忍術
中世より存在する忍びの一族・暗鶚衆に伝わる武術。
天目玉鋼打ち（あまのめたまはがねうち）
相手の足首を掴み、弧を描くように振り回して地面に叩きつける。（使用者：鍛冶摩里巳）
印相 蹴合の印（いんそう けあいのいん）
手で印を結ぶことによって脚力を増大させる。（使用者：鍛冶摩里巳）
印相 肘収の印（いんそう ちゅうしゅうのいん）
手で印を結ぶことによって肘の動作を軽快にする。（使用者：鍛冶摩里巳）
虚実 双頭の闇烏（きょじつ そうとうのやみからす）
四方八方に対応し、虚と実が混合した分身を生み出す。（使用者：穿彗）
鏡飆風切り羽（きょうひょうかざきりばね）
前方に高く跳び上がりながら飛び蹴りを放つ。（使用者：風林寺美羽、暗鶚衆出身のYOMI）
鎬断（しのぎだち）
気を練り上げた拳足で攻撃する。一撃必殺になり得る技とされており、豪快な威力のみならず、気を炸裂させることで接触した箇所の経絡に遮断現象を引き起こす。経路を遮断された局所は気血・筋肉組織による防御力を失い、致命的な状態となる。使用には多くの気を必要とするため、経絡の通っていない者には使用できず、才無き鍛冶摩にとっては気を練り上げる度に自傷を受ける諸刃の剣。鍛冶摩は限界を顧みず強行した結果、左目を失った。（使用者：鍛冶摩里巳）
塊・鎬断（かい・しのぎだち）
全身を鎬断の状態にして体当たりを行う。これを受けた対象は全身の気血を断たれ、最後は心停止に至る。師である穿彗と砕牙からは危険すぎるとして使用を禁じられている。（使用者：鍛冶摩里巳）
足印相 刳手の印（そくいんそう くしゅのいん）
足指で印を結ぶことによって腕力を増大させる。（使用者：鍛冶摩里巳）
突貫二連砲（とっかんにれんほう）
捻りを加えた諸手突き。両腕を密接させ、片腕の突きのタイミングを僅かにずらす。（使用者：鍛冶摩里巳）
忍術 煉獄朱雀の舞（にんじゅつ れんごくすざくのまい）
朱雀を模した構え（両腕を大きく横に開き、爪先立ちした体勢）から攻撃を繰り出す。（使用者：穿彗）
人手裏剣（ひとしゅりけん）
人間を手裏剣のように投げつける。風林寺隼人の超人108秘技の一つに数えられているが、こちらが本家にあたる。（使用者：風林寺隼人、風林寺砕牙）
飆移風切り羽（ひょういかざきりばね）
回転を織り交ぜた蹴り主体の連続技。とどめは後方宙返りしながら両足でサマーソルトキックを放つ。（使用者：風林寺美羽、暗鶚衆出身のYOMI）
鳳凰真滅蹴り（ほうおうしんめつげり）
膝を大きく曲げて回し蹴りを放つ。（使用者：穿彗）
鶚穿ち（みさごうがち）
駆けながら両足で連続の後ろ蹴りを放つ。（使用者：風林寺静羽）
鶚落とし（みさごおとし）
空中に跳んだ相手の背後を取って組み付き、天井を足場として蹴って反動を付けた速度に高速回転を加えながら垂直落下し、脳天から地面へ叩きつける。（使用者：鍛冶摩里巳）
無月の舞（むげつのまい）
目を閉じて閉心した状態で手足で連続攻撃を繰り出す。（使用者：鍛冶摩里巳）
錬鍛鎧（れんたんがい）
攻撃に対し、上記の鎬断を胴体で行うことで真っ向から防ぎ、逆に気を炸裂させるカウンター。鍛冶摩曰く「剣山に打ち込んだようなもの」。（使用者：鍛冶摩里巳）

### 新陰流
上泉信綱により1560年代に成立した剣術の流派。上泉信綱は新陰流とも新影流とも書いている。

## 武器術
真刃合練斬(しんとごうれんざん)
刀と己を一つにして斬りかかる身剣一体の剣技。この技の源流は香坂八朗兵衛の口伝に基づく。この技の使用時は武器と使用者が同化したように同色で統一される。
類似した技で心刃合練斬というものがあるが、それとは違うものである。その違いは、武器に対する考え方の違いである。（使用者：八煌断罪刃（世戯煌臥之助、ミハイ・シュティルベイ、ミルドレッド・ローレンス以外））
薄刃陽炎（うすばかげろう）
秘剣にして奥義。異常なまでに柔軟な肘関節を活用した腕の振りによって刀身を歪ませ、不規則な形状の斬撃を放つ剣技。
鍬で使用する際は「薄刃蜉蝣」となっている。（使用者：紀伊陽炎）
音超えの斬（おとごえのざん）
鍔に納刀した音が鳴ったときには抜き放ち終わっている神速の抜刀術。あまりに速すぎて斬られた対象はその数秒後にやっと斬られたことに気づく。（使用者：紀伊陽炎）
音越えの天地返し（おとごえのてんちがえし）
秘剣。鍬を超速で振り回して大地一面を耕す。（使用者：紀伊陽炎）
朧車仇ノ辻（おぼろぐるまあだのつじ）
急激な脱力により握りを緩め、二刀をそれぞれ片手で風車のように回転させて斬りつける。（使用者：世戯煌臥之助）
蛙剥がし（かわずはがし）
後ろから組み付かれたときの対組技用槍術。股下から槍を通し、後方に縦斬りをすることで敵を背から剥がす。（使用者：東の槍）
極纏直刺（きょくてんちょくし）
震脚と同時に回転させた槍の威力を一点に凝縮し刺突する。大理石の柱に風穴を空けるほどの威力を持つ。（使用者：中央の槍）
久賀舘流極意（くがたちりゅうごくい）
久賀舘流杖術の極意。神道夢想流にも同様に5つ存在するが、技の系統は異なる。名称は一つから順に、「稲妻」、「夢枕」、「闇打」、「導母」、「村雲」。また、杖の技を無手で行う「杖無裏極意」が存在する。（使用者：久賀舘要）
一つ“雷鳴”（らいめい）
棒高跳びの要領で前方に勢いよく跳び、かかと落としの後、杖を打ち下ろす技。
二つ“無現”（むげん）
杖をバトンのように高速で回し、触れるものを攻撃する技。
三つ“闇突き”（やみづき）
自分の体で杖を隠し、死角から突く技。
四つ“導父”（どうふ）
杖を踏みつけ弓のようにしならせ、その反動を用いて高く跳び頭上から突き下ろす技。
五つ“閃雲”（せんうん）
空中で杖をしならせ、しならせた杖を解放と同時に打ち下ろす技。
裏極意“地獄枕”（じごくまくら）
千変万化に杖の軌道を操り、一瞬の内に猛攻を加える。（使用者：久賀舘弾祁）

久賀館流 刹那（くがたちりゅう せつな）
相手の攻撃を払い除け、瞬時にその勢いのまま喉元を突く。（使用者：久賀舘要）
九節雷舞鏢（くせつらいぶひょう）
3つの鏢を投げつけながら九節鞭で攻撃する。（使用者：孫）
十字架の刑場（クロススカフォールド）
雨のように大量の矢を降らせながら周囲の敵に弓矢を高速連射する。（使用者：ミルドレッド・ローレンス）
コロラド撃ち（コロラドうち）
頭部と腹部に銃弾を2発ずつ撃ち込む致死率の高い射撃技。（使用者：ジェニファー・グレー）
真剣 涅槃滅界曼荼羅（しんけん ねはんめっかいまんだら）
世戯煌臥之助の奥技。意、心、技、体、殺、功、幻、斬の念を内包した剣撃を放つ。殺意の差で風林寺隼人の「真拳 涅槃滅界曼荼羅」に一手勝る。（使用者：世戯煌臥之助）※コマ上の表記が不親切で長らく「真剣 曼荼羅」と思われていたが、公式によると「真剣 涅槃滅界曼荼羅」であるらしい。
大斬界銀杏虎落斬り（だいざんかいいちょうもがりぎり）
二刀を振るい広範囲を切り裂く飛来する渦状の斬撃を放つ。その斬撃の嵐は大木を両断し宙に舞わせる。（使用者：世戯煌臥之助）
帝王龍緋凰死乱斬り（ていおうりゅうひおうしらんぎり）
二刀を振るい龍の幻影を孕んだ飛来する斬撃を放つ。その一太刀は大地を穿ちながら大木を千々に切り裂く。（使用者：世戯煌臥之助）
咎の刃が死の舞踏を招く（とがのやいばがしのぶとうをまねく）
剣を横に振るって無数の剣圧を飛ばす。秋雨でさえ回避する隙を見い出せない妙技。（使用者：エーデルトラフト・フォン・シラー）
成仏せよ（ルー・イン・フリーデン）
剣を縦に振り下ろして激しい一刀を放つ。リーチの長い薙刀使いである羅姫の横薙ぎの技と連携。（使用者：エーデルトラフト・フォン・シラー）
斜め十字開門斬り（ななめじゅうじかいもんぎり）
秘刀。二刀を交差させて飛来する斜め十字状の斬撃を放つ。その一撃は数十本の大木を両断する。（使用者：世戯煌臥之助）
風拳斬雲（ふうけんざんうん）
槍を振り回し全方位に斬撃を放つ。風圧だけで遠くの窓ガラスを全て破壊し、肉体を切り刻む鎌風となる。（使用者：中央の槍）
バルハラ陣（バルハラじん）
相手を挟みうちにし前後上下左右同時の武器攻撃を繰り出す。レベル2もあるが作中では使用されていない。（使用者：ワルキューレ）
螺旋薙掃き車（らせんなぎばきくるま）
槍を大振りに回転させながら突きまくる激烈の技。（使用者：東の槍）
リトゥンヘッジホッグ（ハリネズミののたうち）
重瞳弓技（ダブルピューピルボウ）。数多の矢を番えて同時に射る。命中率は極めて高い。（使用者：ミルドレッド・ローレンス）
連劈波（れんへきは）
槍を回転させながら突き下ろす。（使用者：中央の槍）
世戯 殻破の太刀（よぎ かくはのたち）
煌臥之助の真の太刀筋。半ばで急激に軌道が変化する変幻自在の剣技。（使用者：世戯煌臥之助）

## 分類不明の技
気当たり（きあたり）
オーラ、闘気などとも呼ばれる。気を発して威圧感を与え、フェイントに使ったり、動きを封じたりする技術。逆鬼など特A級達人の気当たりになると、並の武術家を卒倒させる睨み倒しなどの芸当も可能。隼人やジュナザードなどは特A級達人にさえ影響を及ぼす暴風のような気当たりを発する。気当たりの感知を訓練すれば、相手の気当たりから個人の判別や、ある程度の実力を予測できる。（使用者：多数存在）
気当たりによる残像
気当たりによって相手の触覚を誤認させ自身の高速移動と併せて、分身のように動く残像を生み出す。それぞれの残像が本物のように攻撃を行う為、複数人を同時に相手どり戦うことができる。相手は残像に紛れた本物を見つけ出す必要に迫られるだけでなく、大量に襲い来る残像全てを相手取らなければならない。（使用者：風林寺隼人、櫛灘美雲、シルクァッド・ジュナザード）
気当たりによるフェイント
気当たりによって残像を生み出し、自分の正確な位置を相手に誤認させる。残像に気をやった相手を後ろから急襲するのがセオリー。気当たりによる残像よりも低次元の技で、残像は動かない。（使用者：櫛灘美雲、本郷晶、シルクァッド・ジュナザード）
気道潰し（きどうつぶし）
相手の呼吸器である首の気道を狙って攻撃する危険な技。（使用者：J隊員）
九撃一殺（きゅうげきいっさつ）
一影九拳直伝の十種の武術（空手、柔術、中国拳法、古式ムエタイ、コマンドサンボ、プンチャック・シラット、ルチャリブレ、カラリパヤット、古武術、風林寺流武術）の技を様々な順序で放つ連続技。技の連携パターンは多数に及ぶ。〆の一殺部分には一影の技が使用される。（使用者：叶翔）
恐怖センサー（きょうふセンサー）
しぐれから教えられた技法。恐怖を飼い慣らし、利用することで相手の攻撃などを即座に感知する。（使用者：白浜兼一）
孤塁抜き（こるいぬき）
風林寺隼人より伝授された技。連綿と続く攻防の中、防御こそしているがそれゆえに意識下より外れ、孤立している箇所を見つけ出す。孤塁を見抜いた後は、兼一の場合は膝蹴りを囮にして震脚と同時に重心力を使った強烈な蹴りを浴びせる。たとえガードされていてもうまく孤塁を見つけ出し、足腰を丹念に鍛えこまれた兼一の全ての力でその場所を蹴り抜くことが出来るのなら、防ぎ切れる弟子クラスはまずいないという。防御箇所を強引に突き抜く必要があり、なおかつ武器使いの防御箇所は武器である為、武器使いへの使用は難しい。（使用者：白浜兼一）
新白スラッシュ（しんぱくスラッシュ）
新白連合の旗で相手を叩く。（使用者：松井）
制空圏（せいくうけん）
武術の第二段階「緊湊」に至る事で自然と見えてくる自分の間合い。また、自身の間合いに気を張り、そこに侵入したものを悉く打ち落とす技でもある。間合いのみに気を張ることで、頭上や背後など自身の死角からの攻撃も正確に察知し受け止めることができる。あくまで間合いなので体格相応の大きさにしかならないが、武器が体の延長のレベルにまで達した熟練の武器使いの制空圏は無手の者より巨大なものとなる。（使用者：多数存在）
畳乱れ返し（たたみみだれがえし）
畳部屋の畳を掌打1発で数枚から10数枚ひっくり返し、標的の進路や視界を遮る技。（使用者：岬越寺秋雨）
重瞳抹消眼（ダブルピューピルジェノサイドアイズ）
重瞳によって視界を拡大し分割する。彼女はこの異能を活用した重瞳弓技（ダブルピューピルボウ）を開眼している。（使用者：ミルドレッド・ローレンス）
チュパンチ
アパンチを真似た闘忠丸の必殺技。自分の体と同じくらいの大きさのミニカーをボコボコにした。（使用者：闘忠丸）
睨み倒し（にらみだおし）
殺気を込めた眼力で威圧し、相手を倒してしまう技。相手を萎縮させる「気当たり」の上級技とも言える。ただしある一定以上の実力者にはあまり効果はない。（使用者：逆鬼至緒、他多数）
バーサクモード
極度の興奮状態に陥り、歯止めが利かずより凶暴になった状態のこと。身体能力も向上し、アドレナリンの過剰分泌によって痛みも感じないが攻撃が大振りになるため隙ができやすい。（使用者：吉川将吾）
ネコキック（ニャニャニャッニャ）
自分の動きの源に気づいたキサラが放つ蹴り。まるで冗談のような攻撃だが、蹴りの威力は洒落にはならない。（使用者：南條キサラ）
馬師父式ショック療法（ぼしふしきしょっくりょうほう）
自我を失っている相手に猥褻行為を働くことで正気に戻す方法。（使用者：白浜兼一）
パピーナックル
フォルトナ曰く「お父さんの愛のムチ」。見た目は一発の右パンチだが、実際には十数撃ものパンチを放っており、一瞬にして弟子級の武術家5人に大ダメージを与える。（使用者：フォルトナ）
5（フィフス）インパクトパンチ
握りを潰してタメを利用し威力を増す突きを、腕の全関節（指先、指関節、手の甲、肘、肩）で行う5連続の打撃技。タメによってパワーが数倍にハネ上がり、しかも一発に見えるが実際には5発の突きを行っている為、相手が複数の突きと意識していない分さらに効く。（使用者：鷹目京一）
六徳の感（りっとくのかん）
五感を極限化し、第六感の感覚・直観によって目で追いきれない動きを察知する技法。達人級の使い手はこれを武術へと取り込んでおり、さらにこの感覚を磨くことによって六徳から虚空、清浄へとより鋭敏に進化していく。（使用者：多数存在）。
梁山泊流多獄陣（りょうざんぱくりゅうたごくじん）
鬼幽会館長アラン須菱の号令で発動される袋叩きのこと。梁山泊とは無関係。（使用者：アラン須菱）
梁山泊無限陣（りょうざんぱくむげんじん）
梁山泊の達人4人（逆鬼、秋雨、剣星、アパチャイ）による合わせ技。数的不利をものともせず強力無比な力を発揮する。性質上、活人拳の側面が必須。（使用者：梁山泊）
零点零零零二%組手（れいてんれいれいれいにパーセントくみて）
その名の通り厳密には技ではなく組手。風林寺隼人が目を閉じ心肺を鈍くし、機動力を亀並みに抑え、攻撃は全て大振りで行うことなどで自分の実力を本来の50万分の1、つまり0.0002%に抑えて情け容赦を全くかけずに行われる組手で、隼人本人が合格と判断するまで終わらない。実力を50万分の1に抑えているとはいえ、元々の戦闘能力が恐ろしく高いため弟子クラスにとっては殆ど無敵状態である上、パワーを一定に押さえている点以外は組手をする相手に対しての躊躇いや容赦がまったく無い為、ほんの少しの気の緩みで死んでしまう程に過酷で危険。
兼一相手には0.0001%組手という似たものを使っている。（使用者：風林寺隼人）
ロス・トゥルコス・シン・ノンブレ（名もなき技たち）
レイチェルがストリートファイト時代に培った喧嘩の技術。彼女の使う飾りが入ったプロレス技ではなく、実直な攻撃であるため鋭く強力である。魅せ技ではないため彼女はこのスタイルで戦いに望むことを恥と考えている。（使用者：レイチェル・スタンレイ）